# Klasifikace virů
Klasifikace virů je vzhledem k rozmanitosti a proměnlivosti virů problematičtější než klasifikace buněčných organismů. Proto existuje více možných přístupů a z nich vzniklých klasifikačních systémů.
Nejstarší klasifikační systémy virů vycházely z klasifikace napadaných organismů. Byla to například Holmesova klasifikace z roku 1948. Aplikovala linnéovskou biologickou nomenklaturu a členila viry na fágy (napadají bakterie), fytofágy (napadají rostliny) a zoofágy (napadají živočichy).
Později se viry začaly klasifikovat podle strukturních fyzikálních a chemických vlastností, jako je nosič genetické informace (RNA nebo DNA), velikost, tvar a symetrie kapsidy apod. K takovým klasifikačním systémům patří například hierarchická klasifikace LHT z roku 1962, dnes již zastaralá a nepoužívaná.
Aktuální snahou tvůrců biologických klasifikačních systémů je přirozenost z hlediska fylogenetické příbuznosti. O tu se snaží podrobný, každoročně aktualizovaný systém Mezinárodního výboru pro taxonomii virů (ICTV).
V současnosti se stále používá také zjednodušená klasifikace podle nosiče genetické informace a způsobu jejího přepisu, takzvaná Baltimorova klasifikace z roku 1971. V některých aspektech je však již neslučitelná s moderní fylogenetickou klasifikací ICTV.
Vzhledem k tomu, že není známo příliš mnoho typů subvirových činitelů (viroidy, satelitní viry včetně virofágů, satelitní nukleové kyseliny včetně virusoidů, viriformy), dlouho pro ně neexistoval odpovídající systém a byly klasifikovány pouze podle nosiče genetické informace, případně její velikosti. Výjimkou byl klasifikační systém viroidů podle Florese (Ricardo Flores, 1947–2020) z roku 1998, revidovaný Dienerem (Theodor Otto Diener, 1921–2023) v roce 2001, používající čeledi a rody. Později byl včleněn do systému ICTV, do kterého jsou od roku 2015 zahrnuty i vybrané satelitní viry (včetně virofágů) a satelitní nukleové kyseliny, a od roku 2021 též explicitně uváděné viriformy (dříve klasifikované jako viry).

## Systém ICTV
Mezinárodní komise pro klasifikaci virů (International Committee on Taxonomy of Viruses – ICTV) klasifikuje jednotlivé druhy virů podobně jako buněčné organismy do říší, kmenů (případně i podkmenů), tříd, řádů (podřádů), čeledí (podčeledí) a rodů (podrodů). Nejvyšším taxonem, nadřazeným říším, je realm. Systém ICTV důsledně používá metagenomický přístup. Snahou je přitom respektovat fylogenetickou příbuznost, tedy na základě genetické informace sdružovat taxony dané úrovně do skupin, u kterých lze předpokládat společného předka.
Standardními příponami v taxonomii jsou:
- u virů (včetně satelitních virů a retrotranspozonů)
  - pro realm: -viria
  - pro říši: -virae
  - pro kmen: -viricota
  - pro podkmen: -virales
  - pro třídu: -viricetes
  - pro řád: -virales
  - pro podřád: -virineae
  - pro čeleď: -viridae
  - pro podčeleď: -virinae
  - pro rod a podrod: -virus;
- u viroidů:
  - pro čeleď: -viroidae
  - pro rod: -viroid;
- u viriforem:
  - pro čeleď: -viriformidae
  - pro rod: -viriform;
- u satelitních nukleových kyselin:
  - pro čeleď: -satellitidae
  - pro podčeleď: -satellitinae
  - pro rod: -satellite.

Virologická nomenklatura dlouho neměla předepsáno binomiální názvosloví pro druhy. Diskuse o jeho potřebnosti s cílem odstranit nejednotný přístup (názvy virových druhů byly tvořeny mnoha různými způsoby, vedoucími k výsledným jednoslovným až šestislovným názvům) vedly ke změně názvoslovného kódu, který od března 2021 pro nově navrhovaná druhová jména požaduje dvouslovné pojmenování s tím, že první jméno je totožné s pojmenováním rodu. Postupné přejmenování bylo v taxonomuii ICTV dokončeno ve vydání z r. 2024.
Podle názvoslovného kódu ICTV se názvy všech vyšších taxonů píší stejně jako jména druhů kurzívou s velkým počátečním písmenem.
Aktuální klasifikace byla přijata v srpnu 2024 a ratifikována v březnu 2025. Viry (druhy uznané ICTV) jsou systematicky kategorizovány do 7 realmů; vedle nich jedna třída, 25 čeledí a dva rody zůstávají nezařazeny.
Klasifikace virů dle ICTV zahrnuje také viroidy (nezařazené čeledi Avsunviroidae a Pospiviroidae), vybrané virofágy (třída Maveriviricetes realmu Varidnaviria) a jiné satelitní viry (např. v čeledi Parvoviridae realmu  Monodnaviria, čeledích Tombusviridae a Virgaviridae a nezařazených rodech Albetovirus, Aumaivirus, Papanivirus, Virtovirus realmu Riboviria, nebo čeledi Kolmioviridae realmu Ribozyviria), retrotranspozony (čeledi Metaviridae a Pseudoviridae z řádu Ortervirales), viriformy (nezařazené čeledi Bartogtaviriformidae, Brachygtaviriformidae, Polydnaviriformidae, Rhodogtaviriformidae) a satelitní nukleové kyseliny (nezařazené čeledi Alphasatellitidae a Tolecusatellitidae). Z nově objevených (20. léta 21. století) viroidům podobných entit s kruhově uspořádaným genomem jsou v systému ICTV zařazeny na houbách hostující ambiviry (kmen Ambiviricota realmu Riboviria), ale dosud není definován taxon pro zařazení ucelené fylogenetické skupiny tzv. obelisků (popsaných teprve v r. 2024).
V následujícím přehledu (do úrovně rodů) jsou navíc pro úplnost uvedeny i dosud neuznané navrhované taxony, vždy označené závorkou „(neuznaný/á)“. Návrh plyne z uvedené reference (zpravidla vědeckého periodika nebo webové složky ICTV s návrhy, u kterých dosud neskončil proces k jejich uznání). Taxony stejné úrovně jsou v rámci jednoho „rodičovského“ taxonu řazeny v souladu s ICTV dle anglické abecedy.

### Adnaviria
Realm: Adnaviria
- Říše: Zilligvirae
  - Kmen: Taleaviricota
    - Třída: Tokiviricetes
      - Řád: Ligamenvirales
        - Čeleď: Chiyouviridae
          - Rod: Wargodvirus

        - Čeleď: Lipothrixviridae
          - Rod: Alphalipothrixvirus, Betalipothrixvirus, Deltalipothrixvirus

        - Čeleď: Rudiviridae
          - Rod: Azorudivirus, Hoswirudivirus, Icerudivirus, Itarudivirus, Japarudivirus, Mexirudivirus, Usarudivirus

        - Čeleď: Ungulaviridae
          - Rod: Captovirus

      - Řád: Maximonvirales
        - Čeleď: Ahmunviridae
          - Rod: Yumkaaxvirus

      - Řád: Primavirales
        - Čeleď: Tristromaviridae
          - Rod: Alphatristromavirus, Betatristromavirus

### Duplodnaviria
Realm: Duplodnaviria
- Říše: Heunggongvirae
  - Kmen: Peploviricota
    - Třída: Herviviricetes
      - Řád: Herpesvirales
        - Čeleď: Alloherpesviridae
          - Rod: Batravirus, Cyvirus, Ictavirus, Salmovirus

        - Čeleď: Malacoherpesviridae
          - Rod: Aurivirus, Ostreavirus

        - Čeleď: Orthoherpesviridae
          - Podčeleď: Alphaherpesvirinae
            - Rod: Iltovirus, Mardivirus, Scutavirus, Simplexvirus, Varicellovirus

          - Podčeleď: Betaherpesvirinae
            - Rod: Cytomegalovirus, Muromegalovirus, Proboscivirus, Quwivirus, Roseolovirus

          - Podčeleď: Gammaherpesvirinae
            - Rod: Bossavirus, Lymphocryptovirus, Macavirus, Manticavirus, Patagivirus, Percavirus, Rhadinovirus

  - Kmen: Uroviricota
    - Třída: Caudoviricetes[pozn. 6][pozn. 7]
      - Rod: Abaiavirus, Abbeymikolonvirus, Abouovirus, Adaiavirus, Agmunavirus, Aguilavirus, Ahotrevirus, Akiravirus, Alachuavirus, Alcyoneusvirus, Alegriavirus, Alexandravirus, Amherstvirus, Amigovirus, Amiranvirus, Anamdongvirus, Anatolevirus, Andrewvirus, Anjalivirus, Anthonyvirus, Aokuangvirus, Appavirus, Apricotvirus, Aquaneticvirus, Aquingentivirus, Aramisvirus, Arawnvirus, Archimedesvirus, Armstrongvirus, Arvduovirus, Ashduovirus, Aspduovirus, Asteriusvirus, Astrithrvirus, Athenavirus, Atraxavirus, Attisvirus, Attoomivirus, Audreyjarvisvirus, Aurunvirus, Austintatiousvirus, Axeltriavirus, Aziravirus, Backyardiganvirus, Badaztecvirus, Baikalvirus, Bakolyvirus, Bantamvirus, Barbavirus, Barnyardvirus, Bauervirus, Bcepmuvirus, Beceayunavirus, Becedseptimavirus, Beenievirus, Behunavirus, Bendigovirus, Benedictvirus, Bernalvirus, Betterkatzvirus, Bglawtbvirus, Bievrevirus, Bigmanorsvirus, Bingvirus, Bippervirus, Bismarckvirus, Bjornvirus, Bluefeathervirus, Bocovirus, Bonzeevirus, Borockvirus, Bowservirus, Bridgettevirus, Brigitvirus, Britbratvirus, Brunovirus, Bruynoghevirus, Buchananvirus, Bugaksanvirus, Bunatrivirus, Burrovirus, Busanvirus, Caminolopintovirus, Camtrevirus, Cantarevirus, Capnelvirus, Carnodivirus, Carvajevirus, Casadabanvirus, Cbastvirus, Cecivirus, Cedarrivervirus, Ceduovirus, Cequinquevirus, Chakrabartyvirus, Chenonavirus, Chertseyvirus, Chewyvirus, Chidieberevirus, Chopinvirus, Chymeravirus, Cimandefvirus, Cimpunavirus, Cinunavirus, Clawzvirus, Coatlandelriovirus, Cobrasixvirus, Coetzeevirus, Coeurvirus, Colneyvirus, Colunavirus, Coralvirus, Corndogvirus, Coventryvirus, Craquatrovirus, Cronusvirus, Cukevirus, Daredevilvirus, Decurrovirus, Delepquintavirus, Delfunavirus, Delislevirus, Demosthenesvirus, Denisevirus, Deseoctovirus, Detrevirus, Deurplevirus, Dhillonvirus, Dibbivirus, Dinavirus, Dismasvirus, Dolmabahcevirus, Donellivirus, Doucettevirus, Dubuvirus, Dybvigvirus, Eagleeyevirus, Edenvirus, Edwardsroadvirus, Efemquintavirus, Efemunavirus, Efquatrovirus, Efunavirus, Eiauvirus, Eisenstarkvirus, Elemovirus, Elerivirus, Elmenteitavirus, Emalynvirus, Emdodecavirus, Emirosevirus, Emperorvirus, Eneladusvirus, Enfavirus, Enhodamvirus, Eponavirus, Ericdabvirus, Eurybiavirus, Eyrevirus, Fairfaxidumvirus, Fajavirus, Farahnazvirus, Fattrevirus, Feofaniavirus, Fernvirus, Fibralongavirus, Ficleduovirus, Finchvirus, Finkelvirus, Fipvunavirus, Firingavirus, Footloosevirus, Forzavirus, Fowlmouthvirus, Foxquatrovirus, Foxunavirus, Franklinbayvirus, Fremauxvirus, Fromanvirus, Fukuivirus, Fuzanglongvirus, Gaiavirus, Galaxyvirus, Galunavirus, Gamtrevirus, Gervaisevirus, Getseptimavirus, Ghobesvirus, Gilesvirus, Gilgameshvirus, Gillianvirus, Gimaduovirus, Gladiatorvirus, Glaedevirus, Godonkavirus, Gofduovirus, Goodmanvirus, Gordonvirus, Gordtnkvirus, Gorganvirus, Gorjumvirus, Grutrevirus, Gustavvirus, Hafyongvirus, Haihevirus, Halcyonevirus, Halfdanvirus, Hapunavirus, Harrisonburgvirus, Hattifnattvirus, Hedwigvirus, Heilongjiangvirus, Helsingorvirus, Hestiavirus, Hiroshimavirus, Hiyaavirus, Hnatkovirus, Hollowayvirus, Holosalinivirus, Homburgvirus, Howevirus, Hubeivirus, Hulijingvirus, Hungariovirus, Iaduovirus, Ibantikvirus, Identitycrisisvirus, Ignaciovirus, Ikedavirus, Ilzatvirus, Immutovirus, Incheonvirus, Indlulamithivirus, Inhavirus, Iodovirus, Ionavirus, Isoldevirus, Ittyvirus, Jacevirus, Jarrellvirus, Jasminevirus, Jenstvirus, Jimmervirus, Jouyvirus, Juiceboxvirus, Jujuvirus, Junavirus, Kafunavirus, Kairosalinivirus, Kamchatkavirus, Kelleziovirus, Kelquatrovirus, Kimonavirus, Klausavirus, Kleczkowskavirus, Klementvirus, Knuthellervirus, Kochitakasuvirus, Kojivirus, Konstantinevirus, Korravirus, Kostyavirus, Krampusvirus, Krompvirus, Kronosvirus, Krylovvirus, Kryptosalinivirus, Kuleanavirus, Kumottavirus, Kungbxnavirus, Kunmingvirus, Lacfervirus, Lacnuvirus, Lacusarxvirus, Lafunavirus, Lagaffevirus, Lambdavirus, Lanavirus, Larmunavirus, Laroyevirus, Lastavirus, Latrobevirus, Lebronvirus[22] (neuznaný), Lederbergvirus, Leicestervirus, Lentavirus, Lessievirus, Lietduovirus, Lightbulbvirus, Lillamyvirus, Lilspottyvirus, Lilyvirus, Lishizhenvirus, Llyrvirus, Lokivirus, Loughboroughvirus, Lubbockvirus, Luchadorvirus, Luckybarnesvirus, Luckytenvirus, Lughvirus, Lwoffvirus, Macdonaldcampvirus, Magadivirus, Magiavirus, Majavirus, Malagasyrosevirus, Malkevirus, Manovirus, Mapvirus, Mardecavirus, Mareflavirus, Marfavirus, Marienburgvirus, Marvinvirus, Maxrubnervirus, Mboduovirus, Mboquatrovirus, Mcgonagallvirus, Medeavirus, Melbournevirus, Menderavirus, Metrivirus, Micavirus, Microwolfvirus, Midgardsormrvirus, Miecznikowavirus, Mieseafarmvirus, Mimasvirus, Minunavirus, Mohonavirus, Mollymurvirus, Montyvirus, Moturavirus, Mudcatvirus, Mufasoctovirus, Muldoonvirus, Muminvirus, Murrayvirus, Mushuvirus, Muvirus, Mycoabscvirus, Myoalterovirus, Myradeevirus, Myxoctovirus, Naesvirus, Namazuvirus, Nanhaivirus, Neferthenavirus, Nesevirus, Nevevirus, Nickievirus, Nonanavirus, Northamptonvirus, Nyceiraevirus, Nylescharonvirus, Obolenskvirus, Oengusvirus, Omegavirus, Oneupvirus, Onyinyevirus, Orchidvirus, Oscarsovirus, Oshimavirus, Paclarkvirus, Pagevirus, Pahexavirus, Pankowvirus, Papyrusvirus, Parlovirus, Patiencevirus, Pavtokvirus, Pemunavirus, Pepyhexavirus, Perisivirus, Persistencevirus, Phabquatrovirus, Pharaohvirus, Phifelvirus, Phleivirus, Phrappuccinovirus, Picardvirus, Pikminvirus, Piorkowskivirus, Plaisancevirus, Plateaulakevirus, Pleeduovirus, Pleetrevirus, Polybotosvirus, Ponsvirus, Popoffvirus, Porunavirus, Poushouvirus, Powerballvirus, Predatorvirus, Psavirus, Pukovnikvirus, Pulverervirus, Pumpernickelvirus, Punavirus, Puppervirus, Purivirus, Qingdaovirus, Questintvirus, Quivirus, Radostvirus, Rahariannevirus, Raleighvirus, Rauchvirus, Ravarandavirus, Ravinvirus, Readingvirus, Refugevirus, Reqipinevirus, Rerduovirus, Reynauldvirus, Richievirus, Rigallicvirus, Rimavirus, Rivsvirus, Rockefellervirus, Rockvillevirus, Rogerhendrixvirus, Ronaldovirus, Rosariovirus, Rosemountvirus, Roslyckyvirus, Roufvirus, Rovertvirus, Rowavirus, Ruthyvirus, Ryyoungvirus, Saclayvirus, Sagamiharavirus, Saintgironsvirus, Salmondvirus, Saltrevirus, Samaravirus, Samunavirus, Samwavirus, Sandinevirus, Sansavirus, Santafevirus, Santhisvirus, Saphexavirus, Sargevirus, Sarumanvirus, Sasdunavirus, Sashavirus, Sasquatchvirus, Sasvirus, Saundersvirus, Sawaravirus, Scappvirus, Scapunavirus, Schmidvirus, Schmittlotzvirus, Schnabeltiervirus, Schubertvirus, Seahorsevirus, Seamegvirus, Segzyvirus, Sendosyvirus, Seongbukvirus, Sepahanvirus, Serbinvirus, Seussvirus, Sextaecvirus, Sfunavirus, Shandongvirus, Sheenvirus, Sherbrookevirus, Shirahamavirus, Shockervirus, Shoyavirus, Shuimuvirus, Sidiousvirus, Siftrevirus, Silentrexvirus, Sixamavirus, Skarprettervirus, Skatevirus, Skogvirus, Skulduggeryvirus, Skunavirus, Slashvirus, Sleepyheadvirus, Smoothievirus, Snuvirus, Sonalivirus, Sortsnevirus, Soupsvirus, Sourvirus, Sozzivirus, Sparkyvirus, Spartoivirus, Spbetavirus, Spizizenvirus, Squashvirus, Stanholtvirus, Steinhofvirus, Stonewallvirus, Stormageddonvirus, Successvirus, Sukhumvitvirus, Svunavirus, Swiduovirus, Syrbvirus, Takahashivirus, Tandoganvirus, Tankvirus, Tantvirus, Taranisvirus, Terapinvirus, Teubervirus, Theosmithvirus, Thiercelinvirus, Thornevirus, Tieomvirus, Tijeunavirus, Timshelvirus, Tinduovirus, Titanvirus, Toutatisvirus, Triavirus, Trigintaduovirus, Trinavirus, Trinevirus, Triplejayvirus, Trogglehumpervirus, Turbidovirus, Typhavirus, Uetakevirus, Uwajimavirus, Valentinivirus, Vedamuthuvirus, Veewebvirus, Veracruzvirus, Vespunovirus, Vhmlvirus, Vhulanivirus, Vicosavirus, Vidquintavirus, Vieuvirus, Waukeshavirus, Wbetavirus, Weaselvirus, Whackvirus, Whiteheadvirus, Whytuvirus, Wodongavirus, Woesvirus, Wollypogvirus, Wolominvirus, Woodruffvirus, Xajduovirus, Xiamenvirus, Xipdecavirus, Xuquatrovirus, Yanchengvirus, Yeceytrevirus, Yokohamavirus, Yoloswagvirus, Yongloolinvirus, Yvonnevirus, Zhangqianvirus, Zhuquevirus, Zukovirus

      - Podčeleď: Andregratiavirinae
        - Rod: Haetaevirus, Kirovvirus

      - Podčeleď: Andrewesvirinae
        - Rod: Denvervirus, Vipetofemvirus

      - Podčeleď: Arquatrovirinae
        - Rod: Arequatrovirus, Caelumvirus, Camvirus, Celiavirus, Hautrevirus, Janusvirus, Likavirus, Omarvirus, Salutenavirus, Sentinelvirus, Yosifvirus

      - Podčeleď: Azeredovirinae
        - Rod: Galvastonvirus, Liebevirus, Manhattanvirus, Yangvirus

      - Podčeleď: Azeredovirinae
        - Rod: Dubowvirus, Phietavirus

      - Podčeleď: Bclasvirinae
        - Rod: Acadianvirus, Birdsnestvirus, Coopervirus, Imvubuvirus, Julieunavirus, Lilmcdreamyvirus, Pegunavirus, Pipefishvirus, Quesadillavirus, Rosebushvirus, Saguarovirus, Thonkovirus

      - Podčeleď: Beaumontvirinae
        - Rod: Bixiavirus, Salvavirus, Siaravirus

      - Podčeleď: Beephvirinae
        - Rod: Flowerpowervirus, Immanueltrevirus, Manuelvirus

      - Podčeleď: Bronfenbrennervirinae
        - Rod: Biseptimavirus, Peeveelvirus

      - Podčeleď: Ceeclamvirinae
        - Rod: Bixzunavirus, Myrnavirus

      - Podčeleď: Chebruvirinae
        - Rod: Brujitavirus

      - Podčeleď: Daemsvirinae
        - Rod: Elesarvirus, Nanditavirus

      - Podčeleď: Dclasvirinae
        - Rod: Hawkeyevirus, Plotvirus

      - Podčeleď: Deejayvirinae
        - Rod: Kenoshavirus, Secretariatvirus, Tanisvirus

      - Podčeleď: Deeyouvirinae
        - Rod: Nevillevirus, Octobienvirus

      - Podčeleď: Dovevirinae
        - Rod: Lambovirus, Xeniaduovirus

      - Podčeleď: Eekayvirinae
        - Rod: Akonivirus, Tinytimothyvirus

      - Podčeleď: Feeclasvirinae
        - Rod: Corgivirus, Idahovirus, Noelyvirus

      - Podčeleď: Ferrettivirinae
        - Rod: Hinxtonvirus, Norfolkplacevirus, Spinunavirus

      - Podčeleď: Gclasvirinae
        - Rod: Antsirabevirus, Avocadovirus, Jolieduovirus, Liefievirus, Pinnievirus

      - Podčeleď: Gochnauervirinae
        - Rod: Dragolirvirus, Harrisonvirus, Vegasvirus, Wanderervirus

      - Podčeleď: Gracegardnervirinae
        - Rod: Avanivirus, Cheoctovirus, Cornievirus, Moomoovirus, Squirtyvirus, Thetabobvirus

      - Podčeleď: Guarnerosvirinae
        - Rod: Beetrevirus, Mechnikovvirus, Torontovirus

      - Podčeleď: Gutmannvirinae
        - Rod: Carmenvirus, Layangavirus, Layangbvirus, Pebcunavirus

      - Podčeleď: Heleneionescovirinae
        - Rod: Kenyattavirus, Zhangjivirus

      - Podčeleď: Hendrixvirinae
        - Rod: Byrnievirus, Cuauhtlivirus, Kwaitsingvirus, Nochtlivirus, Saikungvirus, Shamshuipovirus, Wanchaivirus, Wongtaivirus, Yautsimvirus

      - Podčeleď: Iiscvirinae
        - Rod: Aryavirus, Jilinvirus

      - Podčeleď: Jameshumphriesvirinae (10 rodů)
        - Rod: Bimevirus, Chaoyangvirus, Geezettvirus, Jedunavirus, Mascletvirus, Parissaclayvirus, Peatvirus, Ringroadvirus, Sircambvirus, Zewailvirus

      - Podčeleď: Joanripponvirinae
        - Rod: Natevirus, Sophritavirus, Tsamsavirus

      - Podčeleď: Johnpaulvirinae
        - Rod: Eidolonvirus, Kharnvirus

      - Podčeleď: Jondennisvirinae
        - Rod: Kilunavirus, Kipunavirus, Septimatrevirus

      - Podčeleď: Kantovirinae
        - Rod: Beograduvirus, Tsukubavirus

      - Podčeleď: Kutznervirinae
        - Rod: Kozievirus, Mementomorivirus

      - Podčeleď: Langleyhallvirinae
        - Rod: Getalongvirus, Horusvirus, Phistoryvirus

      - Podčeleď: Mccleskeyvirinae
        - Rod: Limdunavirus, Unaquatrovirus

      - Mcshanvirinae
        - Adrianbuildvirus, Medawarvirus, Phadecavirus

      - Podčeleď: Munstervirinae
        - Rod: Aceathervirus, Adovirus, Ahaonvirus, Atrivirus

      - Podčeleď: Nclasvirinae
        - Rod: Charlievirus

      - Podčeleď: Nymbaxtervirinae
        - Rod: Baxterfoxvirus, Nymphadoravirus

      - Podčeleď: Pclasvirinae
        - Rod: Bignuzvirus, Fishburnevirus, Phayoncevirus, Purkyvirus, Tortellinivirus, Xaviavirus

      - Podčeleď: Queuovirinae
        - Rod: Amoyvirus, Iggyvirus, Micathvirus, Nipunavirus, Nonagvirus, Seuratvirus, Shangdongvirus, Torvergatavirus

      - Podčeleď: Ruthgordonvirinae
        - Rod: Catfishvirus, Dardanusvirus, Gesputvirus, Schmidtvirus, Tinalinvirus, Vendettavirus

      - Podčeleď: Sejongvirinae
        - Rod: Basiliskvirus, Yihwangvirus

      - Podčeleď: Sepvirinae
        - Rod: Diegovirus, Oslovirus, Traversvirus

      - Podčeleď: Skryabinvirinae
        - Rod: Bembunaquatrovirus, Pushchinovirus

      - Podčeleď: Stanbaylleyvirinae
        - Rod: Shirevirus, Subavirus

      - Podčeleď: Stephanstirmvirinae
        - Rod: Justusliebigvirus, Phapecoctavirus

      - Podčeleď: Trabyvirinae
        - Rod: Jelitavirus, Slepowronvirus

      - Podčeleď: Tybeckvirinae
        - Rod: Douglaswolinvirus, Lenusvirus, Lidleunavirus, Maenadvirus

      - Podčeleď: Vequintavirinae
        - Rod: Avunavirus, Certrevirus, Henunavirus, Mydovirus, Septuagintavirus, Seunavirus, Vequintavirus

      - Podčeleď: Weiservirinae
        - Rod: Amginevirus, Aminayvirus, Anayavirus, Fionnbharthvirus, Keshuvirus, Kratiovirus, Timquatrovirus, Unicornvirus

      - Čeleď: Aggregaviridae
        - Rod: Harrekavirus

      - Čeleď: Aliceevansviridae
        - Rod: Brussowvirus, Moineauvirus, Vansinderenvirus

      - Čeleď: Alisviridae
        - Rod: Honmavirus

      - Čeleď: Andersonviridae
        - Rod: Arnovirus, Daniellevirus

        - Podčeleď: Ounavirinae
          - Rod: Felixounavirus, Kolesnikvirus, Mooglevirus

      - Čeleď: Arenbergviridae
        - Rod: Wroclawvirus

      - Čeleď: Assiduviridae
        - Rod: Cebadecemvirus, Cellubavirus, Nekkelsvirus

      - Čeleď: Berryhillviridae
        - Rod: Altadenavirus, Ayohtrevirus, Eastwestvirus, Jawnskivirus, Jinkiesvirus, Lilmacvirus, Marthavirus, Sicariusvirus, Vibakivirus

      - Čeleď: Casidaviridae
        - Rod: Baileybluvirus, Barnstormervirus, Cenunavirus, Emotionvirus, Galvastonvirus, Gardenstatevirus, Hilgardvirus, Honkvirus, Liebevirus, Mabodamacavirus, Manhattanvirus, Percivalvirus, Swepdovirus, Yangvirus, Zetavirus

      - Čeleď: Casjensviridae
        - Rod: Ahduovirus, Broinstvirus, Cenphatecvirus, Chivirus, Dunedinvirus, Enchivirus, Fengtaivirus, Gediminasvirus, Gwanakrovirus, Jacunavirus, Kokobelvirus, Lavrentievavirus, Maxdohrnvirus, Nazgulvirus, Newforgelanevirus, Phobosvirus, Redjacvirus, Salvovirus, Sanovirus, Seodaemunguvirus, Sessunavirus, Sharonstreetvirus, Yonseivirus, Zhonglingvirus

      - Čeleď: Chaseviridae
        - Podčeleď: Cleopatravirinae

        - Rod: Carltongylesvirus, Faunusvirus, Fifivirus, Loessnervirus, Myducvirus, Sabourvirus, Suwonvirus

        - Podčeleď: Nefertitivirinae
          - Rod: Liaoningvirus, Longwangvirus, Pahsextavirus, Phayathaivirus, Shantouvirus, Yushanvirus

      - Čeleď: Chimalliviridae
        - Rod: Agricanvirus, Branisovskavirus, Chaoshanvirus, Chiangmaivirus, Derbicusvirus, Elvirus, Eowynvirus, Erskinevirus, Ferozepurvirus, Goslarvirus, Iapetusvirus, Ludhianavirus, Maaswegvirus, Machinavirus, Meadowvirus, Miamivirus, Miltoncavirus, Moabitevirus, Nimduovirus, Noxifervirus, Pawinskivirus, Petsuvirus, Phabiovirus, Phikzvirus, Ripduovirus, Risingsunvirus, Seoulvirus, Serwervirus, Siatvirus, Tepukevirus, Wellingtonvirus

        - Podčeleď: Gorgonvirinae
          - Rod: Aphroditevirus, Tidunavirus

      - Čeleď: Clermontviridae
        - Rod: Ventrumvirus

      - Čeleď: Colingsworthviridae
        - Rod: Lomovskayavirus, Sebastisaurusvirus, Shadyvirus, Shaekyvirus, Sycamorevirus, Tigunavirus, Vashvirus

      - Čeleď: Connertonviridae
        - Rod: Firehammervirus, Fletchervirus

      - Čeleď: Demerecviridae
        - Rod: Keyvirus, Novosibvirus, Pogseptimavirus, Priunavirus, Shenzhenvirus, Sugarlandvirus

        - Podčeleď: Ermolyevavirinae
          - Rod: Cetovirus, Jesfedecavirus, Thalassavirus, Vipunavirus

        - Podčeleď: Markadamsvirinae
          - Rod: Epseptimavirus, Kononvirus, Tequintavirus

        - Podčeleď: Mccorquodalevirinae
          - Rod: Hongcheonvirus, Myunavirus

      - Čeleď: Drexlerviridae
        - Rod: Eclunavirus, Hicfunavirus, Jhansiroadvirus, Kyungwonvirus, Nouzillyvirus, Sauletekiovirus, Vilniusvirus, Webervirus

        - Podčeleď: Braunvirinae
          - Rod: Augustepiccardvirus, Christensenvirus, Guelphvirus, Inhoffenstrassevirus, Julespiccardvirus, Loudonvirus, Rtpvirus, Veterinaerplatzvirus

        - Podčeleď: Rogunavirinae
          - Rod: Eastlansingvirus, Lindendrivevirus, Rogunavirus, Sadiyavirus, Wilsonroadvirus

        - Podčeleď: Tempevirinae
          - Rod: Baihuvirus, Changchunvirus, Hanrivervirus, Henuseptimavirus, Jahatvirus, Peekayseptimavirus, Pocisvirus, Tlsvirus, Warwickvirus

        - Podčeleď: Tunavirinae
          - Rod: Badaguanvirus, Sertoctavirus, Tunavirus

      - Čeleď: Duneviridae
        - Rod: Ingelinevirus, Labanvirus, Unahavirus

      - Čeleď: Ehrlichviridae
        - Rod: Anathvirus, Andromedavirus, Chennaivirus, Dazunavirus, Gettysburgvirus, Nairobivirus, Suttonboningtonvirus

      - Čeleď: Felixviridae
        - Rod: Certevirus, Nakavirus

        - Podčeleď: Maevirinae
          - Rod: Chronisvirus

      - Čeleď: Fervensviridae
        - Rod: Deepoceanvirus

      - Čeleď: Forsetiviridae
        - Rod: Freyavirus

      - Čeleď: Fredfastierviridae
        - Rod: Jamesmcgillvirus

      - Čeleď: Fuxiviridae
        - Rod: Taijivirus

      - Čeleď: Grimontviridae
        - Rod: Crifsvirus, Dalianvirus, Lahexavirus, Libingvirus, Lundtoftevirus, Moazamivirus, Privateervirus, Trabzonvirus

      - Čeleď: Guelinviridae
        - Rod: Brucesealvirus, Hzauvirus, Susfortunavirus

        - Podčeleď: Denniswatsonvirinae
          - Rod: Capvunavirus, Gregsiragusavirus

      - Čeleď: Helgolandviridae
        - Rod: Leefvirus

      - Čeleď: Herelleviridae
        - Rod: Elpedvirus, Harbinvirus, Hopescreekvirus, Klumppvirus, Mooreparkvirus, Salchichonvirus, Tybeckvirus, Watanabevirus

        - Podčeleď: Bastillevirinae
          - Rod: Agatevirus, Bastillevirus, Bequatrovirus, Caeruleovirus, Eldridgevirus, Goettingenvirus, Grisebachstrassevirus, Jeonjuvirus, Matervirus, Moonbeamvirus, Nitunavirus, Shalavirus, Siophivirus, Tsarbombavirus, Wphvirus

        - Podčeleď: Brockvirinae
          - Rod: Kochikohdavirus, Schiekvirus

        - Podčeleď: Jasinskavirinae
          - Rod: Pecentumvirus

        - Podčeleď: Spounavirinae
          - Rod: Okubovirus, Siminovitchvirus

        - Podčeleď: Twortvirinae
          - Rod: Baoshanvirus, Kayvirus, Sciuriunavirus, Sepunavirus, Silviavirus, Twortvirus

      - Čeleď: Hodgkinviridae
        - Rod: Fuzzbustervirus, Margaeryvirus, Meganvirus, Metamorphoovirus, Quhwahvirus

      - Čeleď: Jeanschmidtviridae
        - Rod: Bajunvirus, Bertelyvirus, Colossusvirus, Kikimoravirus, Marchewkavirus, Poindextervirus, Shapirovirus

      - Čeleď: Kleczkowskaviridae
        - Rod: Cuauhnahuacvirus

      - Čeleď: Konodaiviridae
        - Rod: Akedovirus, Satomivirus, Shienvirus

      - Čeleď: Kruegerviridae
        - Rod: Cafassovirus, Vanleevirus

      - Čeleď: Kunpengviridae
        - Rod: Dafengvirus

      - Čeleď: Lindbergviridae
        - Rod: Bcepfunavirus, Carpasinavirus, Gladiolivirus, Irusalimvirus, Kylevirus, Myosmarvirus, Pbunavirus, Plutovirus, Tabernariusvirus, Wifcevirus

      - Čeleď: Ludisviridae
        - Rod: Ludisvirus

      - Čeleď: Lutetiaviridae
        - Rod: Classicovirus

      - Čeleď: Madisaviridae
        - Rod: Clampvirus

      - Čeleď: Madridviridae
        - Rod: Cepunavirus

      - Čeleď: Mazoviaviridae
        - Rod: Dabrowskivirus

      - Čeleď: Mesyanzhinovviridae
        - Rod: Keylargovirus

        - Podčeleď: Bradleyvirinae
          - Rod: Abidjanvirus, Bosavirus, Cinvestavvirus, Docaquintavirus, Donnerlittchenvirus, Elanorvirus, Epaquintavirus, Ghuizhouvirus, Mallosvirus, Pamexvirus, Xooduovirus

        - Podčeleď: Rabinowitzvirinae
          - Rod: Vojvodinavirus, Yuavirus

      - Čeleď: Mktvariviridae
        - Podčeleď: Gordonclarkvirinae
          - Rod: Kuravirus, Nieuwekanaalvirus, Suseptimavirus

      - Čeleď: Molycolviridae
        - Rod: Mollyvirus

      - Čeleď: Naomviridae
        - Rod: Noahvirus

      - Čeleď: Nixviridae
        - Rod: Dewhirstvirus, Excelsiorvirus, Haasevirus, Nixvirus, Schifferlevirus

      - Čeleď: Orlajensenviridae
        - Podčeleď: Pelczarvirinae
          - Rod: Bonaevitaevirus, Efekovirus, Paopuvirus

      - Čeleď: Pachyviridae
        - Rod: Bacelvirus, Baltivirus, Gundelvirus

      - Čeleď: Peduoviridae
        - Rod: Aptresvirus, Aresaunavirus, Arsenicumvirus, Arsyunavirus, Baylorvirus, Bielevirus, Bracchivirus, Canoevirus, Catalunyavirus, Citexvirus, Dagavirus, Duodecimduovirus, Duonihilunusvirus, Eganvirus, Elveevirus, Entnonagintavirus, Evevirus, Felsduovirus, Finvirus, Firavirus, Gegavirus, Gegevirus, Gemsvirus, Graikaemvirus, Hpunavirus, Inibicvirus, Irrigatiovirus, Irtavirus, Kapieceevirus, Kayeltresvirus, Kisquattuordecimvirus, Kisquinquevirus, Longwoodvirus, Maltschvirus, Mersinvirus, Nampongvirus, Novemvirus, Peduovirus, Phitrevirus, Piscesmortuivirus, Playavirus, Plazymidvirus, Quadragintavirus, Reginaelenavirus, Reipivirus, Sanguivirus, Senquatrovirus, Seongnamvirus, Simpcentumvirus, Tigrvirus, Tresduoquattuorvirus, Valbvirus, Vimunumvirus, Vulnificusvirus, Wadgaonvirus, Xuanwuvirus, Yongunavirus, Yulgyerivirus

      - Čeleď: Pervagoviridae
        - Rod: Callevirus

      - Čeleď: Pootjesviridae
        - Rod: Emnonavirus, Heverleevirus, Innesvirus, Rollinsvirus

        - Podčeleď: Staniewskivirinae
          - Rod: Trinifflemingvirus

      - Čeleď: Pungoviridae
        - Rod: Flagovirus

      - Čeleď: Rountreeviridae
        - Rod: Fischettivirus, Negarvirus

        - Podčeleď: Rakietenvirinae
          - Rod: Andhravirus, Rosenblumvirus

        - Podčeleď: Sarlesvirinae
          - Rod: Copernicusvirus, Minhovirus

      - Čeleď: Saffermanviridae
        - Rod: Arthrovirus, Kozyakovvirus, Morrisvirus, Wumpquatrovirus, Wumptrevirus

      - Čeleď: Salasmaviridae
        - Rod: Bundooravirus, Harambevirus, Huangshavirus, Mingyongvirus

        - Podčeleď: Northropvirinae
          - Rod: Claudivirus, Hemphillvirus, Klosterneuburgvirus, Layangcvirus

        - Podčeleď: Picovirinae
          - Rod: Bahkauvirus, Beecentumtrevirus, Salasvirus

        - Podčeleď: Tatarstanvirinae
          - Rod: Gaunavirus, Karezivirus

      - Čeleď: Saparoviridae
        - Rod: Halohivirus, Samsavirus

      - Čeleď: Sarkviridae
        - Rod: Otakuvirus, Seretavirus

        - Podčeleď: Guernseyvirinae
          - Rod: Cornellvirus, Jerseyvirus, Kagunavirus

      - Čeleď: Schitoviridae
        - Rod: Cavevirus, Cbunavirus, Dendoorenvirus, Eceepunavirus, Efbeekayvirus, Electravirus, Exceevirus, Huelvavirus, Littlefixvirus, Mukerjeevirus, Oliverunavirus, Pacinivirus, Pariacacavirus, Penintadodekavirus, Petruschkyvirus, Philippevirus, Pokkenvirus, Presleyvirus, Riverridervirus, Shizishanvirus, Triduovirus, Varunavirus, Vicoquintavirus, Waedenswilvirus, Xoxocotlavirus, Zicotriavirus, Zurivirus

        - Podčeleď: Demetervirinae
          - Rod: Acanvirus, Cyamitesvirus

        - Podčeleď: Enquatrovirinae
          - Rod: Enquatrovirus, Gamaleyavirus, Kaypoctavirus, Moovirus

        - Podčeleď: Erskinevirinae
          - Rod: Johnsonvirus, Yonginvirus

        - Podčeleď: Fuhrmanvirinae
          - Rod: Matsuvirus, Stoningtonvirus

        - Podčeleď: Humphriesvirinae
          - Rod: Ithacavirus, Pollockvirus, Pylasvirus

        - Podčeleď: Migulavirinae
          - Rod: Litunavirus, Luzseptimavirus

        - Podčeleď: Pontosvirinae
          - Rod: Dorisvirus, Galateavirus, Nahantvirus

        - Podčeleď: Rhodovirinae
          - Rod: Aoqinvirus, Aorunvirus, Baltimorevirus, Gonggongvirus, Plymouthvirus, Pomeroyivirus, Raunefjordenvirus, Sanyabayvirus

        - Podčeleď: Rothmandenesvirinae
          - Rod: Dongdastvirus, Inbricusvirus, Jwalphavirus, Pourcelvirus

      - Čeleď: Speroviridae
        - Rod: Glazvirus

      - Čeleď: Stackebrandtviridae
        - Rod: Lilbeanievirus

        - Podčeleď: Frickvirinae
          - Rod: Clownvirus, Wizardvirus

        - Podčeleď: Schenleyvirinae
          - Rod: Dexdertvirus, Kroosvirus, Leonardvirus, Vividuovirus, Zitchvirus

      - Čeleď: Stanwilliamsviridae
        - Podčeleď: Boydwoodruffvirinae
          - Rod: Coruscantvirus, Karimacvirus, Samistivirus, Tomasvirus

        - Podčeleď: Loccivirinae
          - Rod: Annadreamyvirus, Faustvirus, Gilsonvirus, Wakandavirus, Wilnyevirus

      - Čeleď: Suolaviridae
        - Rod: Pormufvirus

      - Čeleď: Toyamaviridae
        - Rod: Totsukavirus, Ushigomevirus, Wadatovirus

      - Čeleď: Trautnerviridae
        - Rod: Prospektnaukivirus

        - Podčeleď: Polsinellivirinae
          - Rod: Rivavirus, Splendidredvirus

      - Čeleď: Umezonoviridae
        - Rod: Moriyavirus, Namikivirus

      - Čeleď: Vandenendeviridae
        - Rod: Chemalvirus, Nankokuvirus

        - Podčeleď: Gorskivirinae
          - Rod: Dilongvirus, Flaumdravirus, Kremarvirus, Omahavirus, Otagovirus, Shenlongvirus, Tartuvirus, Torinovirus, Uavernvirus, Ventosusvirus, Weillhallvirus, Yunamivirus

        - Podčeleď: Skurskavirinae
          - Rod: Baldwinvirus, Pakpunavirus

      - Čeleď: Verdandiviridae
        - Rod: Dolusvirus, Tonitrusvirus

      - Čeleď: Vertoviridae
        - Rod: Chaovirus, Myohalovirus

      - Čeleď: Vilmaviridae
        - Rod: Kumaovirus, Wildcatvirus

        - Podčeleď: Lclasvirinae
          - Rod: Bromdenvirus, Bronvirus, Faithunavirus, Lumosvirus

        - Podčeleď: Mclasvirinae
          - Rod: Bongovirus, Reyvirus

      - Čeleď: Winoviridae
        - Rod: Peternellavirus, Pippivirus

      - Čeleď: Zierdtviridae
        - Podčeleď: Emilbogenvirinae
          - Rod: Commandariavirus, Foxborovirus, Gruunavirus, Kablunavirus, Pleakleyvirus, Skysandvirus, Sukkupivirus

        - Podčeleď: Toshachvirinae
          - Rod: Ceetrepovirus, Chunghsingvirus

      - Čeleď: Zobellviridae
        - Rod: Citrovirus, Icepovirus, Melvirus, Paundecimvirus, Salinovirus, Vipivirus

        - Podčeleď: Cobavirinae

        - Rod: Siovirus, Veravirus

      - Řád: Adrikavirales
        - Čeleď: Satyavativiridae
          - Rod: Vyasavirus

      - Řád: Autographivirales
        - Rod: Actaeavirus, Aegirvirus, Aequorvirus, Ashivirus, Ayaqvirus, Banchanvirus, Boesrvirus, Chamilpavirus, Chosvirus, Cyclitvirus, Dynamenevirus, Foturvirus, Foussvirus, Fujianvirus, Fussvirus, Gajwadongvirus, Gyeongsanvirus, Hapakavirus, Jalkavirus, Jiaweivirus, Kafavirus, Kajamvirus, Kembevirus, Krakvirus, Kuwvirus, Lauvirus, Lingvirus, Lirvirus, Luzcentumvirus, Mallvirus, Morelosvirus, Nohivirus, Oceanidvirus, Oinezvirus, Paadamvirus, Pagavirus, Pairvirus, Pastovirus, Pedosvirus, Pekhitvirus, Pelagivirus, Podivirus, Powvirus, Proddevirus, Reminisvirus, Sednavirus, Shangxiadianvirus, Sieqvirus, Stopalavirus, Stopavirus, Stupnyavirus, Sumtervirus, Tawavirus, Thoosavirus, Tiilvirus, Tiranvirus, Tolavirus, Triteiavirus, Vistulavirus, Voetvirus, Votkovvirus, Yinyavirus, Youngvirus

        -           - Podčeleď: Dunnvirinae
            - Rod: Alfirinvirus, Atuphduovirus, Cuernavacavirus, Mengvirus, Palovirus, Pasovirus, Songlingvirus, Tepoztlanvirus, Yautepecvirus

          - Podčeleď: Sechaudvirinae
            - Rod: Angmobvirus, Cheungvirus, Dishuivirus, Igirivirus, Nerivirus, Poseidonvirus, Qadamvirus, Spiovirus, Tangaroavirus, Tiamatvirus, Tritonvirus

        - Čeleď: Autonotataviridae
          - Rod: Aerosvirus, Ampunavirus, Anchaingvirus, Aqualcavirus, Bifseptvirus, Conareevirus, Cotavirus, Dcimvirus, Ermolevavirus, Euvesivirus, Jeruvirus, Kalppathivirus, Lullwatervirus, Mguuvirus, Napahaivirus, Pakuvirus, Paternavirus, Percyvirus, Pollyceevirus, Risjevirus, Scottvirus, Sukuvirus

          - Podčeleď: Gujervirinae
            - Rod: Ceskevirus, Maltophvirus, Pazvirus, Ponderosavirus, Pradovirus, Smasvirus

          - Podčeleď: Melnykvirinae
            - Rod: Aghbyvirus, Ahphunavirus, Atoyacvirus, Cronosvirus, Cullenvirus, Daeravirus, Jimeivirus, Panjvirus, Pienvirus, Pokrovskaiavirus, Wanjuvirus

          - Podčeleď: Okabevirinae
            - Rod: Higashivirus, Hongshanvirus

        - Čeleď: Autoscriptoviridae
          - Rod: Axyvirus, Ayakvirus, Bertilvirus, Bolekvirus, Catalonvirus, Jiaoyazivirus, Linggongvirus, Maculvirus, Natansvirus, Savitribaivirus, Stubburvirus, Trelivelvirus, Tunggulvirus

          - Podčeleď: Beijerinckvirinae
            - Rod: Aristophanesvirus, Daemvirus, Friunavirus, Pettyvirus

          - Podčeleď: Corkvirinae
            - Rod: Actinidiaevirus, Kantovirus, Kotilavirus, Phimunavirus, Stompvirus

          - Podčeleď: Krylovirinae
            - Rod: Kirikabuvirus, Mojovirus, Phikmvvirus, Torinorumvirus

          - Podčeleď: Slopekvirinae
            - Rod: Bucovirus, Cepavirus, Drulisvirus, Kakivirus, Koutsourovirus, Limelightvirus, Micantvirus, Novosibovirus, Zoomievirus

          - Podčeleď: Stentvirinae
            - Rod: Bonnellvirus, Waewaevirus

        - Čeleď: Autosignataviridae
          - Podčeleď: Colwellvirinae
            - Rod: Daolivirus, Gutovirus, Kaohsiungvirus, Murciavirus, Nerthusvirus, Njordvirus, Roscoffvirus, Trungvirus, Uliginvirus

          - Podčeleď: Molineuxvirinae
            - Rod: Acadevirus, Axomammavirus, Eracentumvirus, Gansuvirus, Guangxivirus, Rodentiumvirus, Tuodvirus, Ulipvirus, Vectrevirus, Zindervirus

        - Čeleď: Autotranscriptaviridae
          - Rod: Kelmasvirus, Piedvirus, Serkorvirus, Stompelvirus

          - Podčeleď: Studiervirinae
            - Rod: Aarhusvirus, Apdecimavirus, Armandvirus, Bamvirus, Benllochvirus, Berlinvirus, Cankvirus, Caroctavirus, Chatterjeevirus, Coryciavirus, Eapunavirus, Ebriosvirus, Elunavirus, Foetvirus, Ghunavirus, Gundecimvirus, Helsettvirus, Hennigervirus, Jarilovirus, Jelgvirus, Kayfunavirus, Maklayavirus, Minipunavirus, Ningirsuvirus, Pektosvirus, Pfluvirus, Phutvirus, Pifdecavirus, Pijolavirus, Przondovirus, Rambovirus, Rindgevirus, Sarmavirus, Snaubvirus, Solymavirus, Teetrevirus, Teseptimavirus, Troedvirus, Unosvirus, Unyawovirus, Waldovirus, Warsawvirus, Wuhanvirus, Yuanmingyuanvirus

      - Řád: Crassvirales
        - Čeleď: Crevaviridae
          - Podčeleď: Coarsevirinae
            - Rod: Junduvirus

          - Podčeleď: Doltivirinae
            - Rod: Kahucivirus, Kingevirus

        - Čeleď: Intestiviridae
          - Rod: Rudgehvirus

          - Podčeleď: Churivirinae
            - Rod: Jahgtovirus

          - Podčeleď: Crudevirinae
            - Rod: Carjivirus, Dabirmavirus, Delmidovirus, Diorhovirus, Drivevirus, Endlipuvirus, Whopevirus

          - Podčeleď: Obtuvirinae
            - Rod: Fohxhuevirus, Hacihdavirus, Wotdevirus

        - Čeleď: Steigviridae
          - Podčeleď: Asinivirinae
            - Rod: Akihdevirus, Kahnovirus, Kehishuvirus, Kolpuevirus, Lahndsivirus, Lebriduvirus, Mahlunavirus, Mahstovirus, Pamirivirus, Paundivirus, Pipoluvirus, Wulfhauvirus

        - Čeleď: Suoliviridae
          - Rod: Dechshavirus

          - Podčeleď: Bearivirinae
            - Rod: Afonbuvirus

          - Podčeleď: Boorivirinae
            - Rod: Canhaevirus, Cohcovirus, Culoivirus

          - Podčeleď: Loutivirinae
            - Rod: Blohavirus, Buchavirus, Buorbuivirus

          - Podčeleď: Oafivirinae
            - Rod: Bohxovirus, Buhlduvirus, Burzaovirus, Cacepaovirus, Chuhaivirus

          - Podčeleď: Uncouvirinae
            - Rod: Aurodevirus, Besingivirus, Birpovirus

      - Řád: Grandevirales
        - Čeleď: Epsomviridae
          - Podčeleď: Sescentorumvirinae
            - Rod: Wendovervirus

        - Čeleď: Lakviridae
          - Podčeleď: Quadringentisvirinae
            - Rod: Hatfieldvirus

          - Podčeleď: Quingentivirinae
            - Rod: Amboselivirus, Vetruanivirus

      - Řád: Juravirales
        - Čeleď: Yangangviridae
          - Rod: Mathaucavirus, Nohelivirus, Senitvirus

        - Čeleď: Yanlukaviridae
          - Rod: Sweetvirus

      - Řád: Kirjokansivirales
        - Čeleď: Graaviviridae
          - Rod: Beejeyvirus, Seejivirus

        - Čeleď: Haloferuviridae
          - Rod: Dpdavirus, Retbasiphovirus, Saldibavirus

        - Čeleď: Pyrstoviridae
          - Rod: Hatrivirus

        - Čeleď: Shortaselviridae
          - Rod: Lonfivirus

      - Řád: Magrovirales
        - Čeleď: Aoguangviridae
          - Rod: Aobingvirus

        - Čeleď: Apasviridae
          - Rod: Agnivirus

        - Čeleď: Krittikaviridae
          - Rod: Velanvirus

      - Řád: Methanobavirales
        - Čeleď: Anaerodiviridae
          - Rod: Metforvirus

        - Čeleď: Armatusviridae
          - Rod: Ariesvirus

        - Čeleď: Kairosviridae
          - Rod: Nadirvirus

        - Čeleď: Leisingerviridae
          - Rod: Psimunavirus

        - Čeleď: Pigerviridae
          - Rod: Somnumvirus

        - Čeleď: Usuviridae
          - Rod: Hewusuvirus, Manusuvirus

      - Řád: Nakonvirales
        - Čeleď: Ahpuchviridae
          - Rod: Kisinvirus

        - Čeleď: Ekchuahviridae
          - Rod: Kukulkanvirus

      - Řád: Pantevenvirales
        - Čeleď: Ackermannviridae
          - Rod: Campanilevirus, Kujavirus, Miltonvirus, Nezavisimistyvirus, Taipeivirus, Tedavirus, Vapseptimavirus

          - Podčeleď: Aglimvirinae
            - Rod: Agtrevirus, Limestonevirus

          - Podčeleď: Cvivirinae
            - Rod: Kuttervirus

        - Čeleď: Kyanoviridae
          - Rod: Acionnavirus, Ahtivirus, Alisovirus, Anaposvirus, Atlauavirus, Bellamyvirus, Bristolvirus, Brizovirus, Chalconvirus, Charybdisvirus, Cymopoleiavirus, Emcearvirus, Galenevirus, Gibbetvirus, Glaucusvirus, Greenvirus, Haifavirus, Huanghaivirus, Kanaloavirus, Leucotheavirus, Libanvirus, Lipsvirus, Lowelvirus, Macariavirus, Makaravirus, Makelovirus, Mazuvirus, Namakavirus, Neptunevirus, Nereusvirus, Neritesvirus, Nerrivikvirus, Nilusvirus, Nodensvirus, Ormenosvirus, Palaemonvirus, Pontusvirus, Potamoivirus, Ronodorvirus, Salacisavirus, Scyllavirus, Sedonavirus, Serangoonvirus, Shandvirus, Shenzhenivirus, Sokavirus, Tamkungvirus, Tefnutvirus, Thaumasvirus, Thetisvirus, Vellamovirus, Yellowseavirus, Yushanluvirus, Zhoulongquanvirus

        - Čeleď: Straboviridae
          - Rod: Angelvirus, Biquartavirus, Bragavirus, Carettavirus, Chrysonvirus, Cinqassovirus, Gualtarvirus, Jiangsuvirus, Krischvirus, Mylasvirus, Nanhuvirus, Pseudotevenvirus, Schizotequatrovirus, Slopekvirus, Tulanevirus

          - Podčeleď: Emmerichvirinae
            - Rod: Ceceduovirus, Ishigurovirus

          - Podčeleď: Tevenvirinae
            - Rod: Centumtrigintavirus, Dhakavirus, Gaprivervirus, Gelderlandvirus, Jiaodavirus, Kagamiyamavirus, Kanagawavirus, Karamvirus, Moonvirus, Mosigvirus, Mosugukvirus, Risoevirus, Tegunavirus, Tequatrovirus, Winklervirus

          - Podčeleď: Twarogvirinae
            - Rod: Acajnonavirus, Hadassahvirus, Lasallevirus, Lazarusvirus, Zedzedvirus

      - Řád: Thumleimavirales
        - Čeleď: Druskaviridae
          - Rod: Hacavirus, Tredecimvirus

        - Čeleď: Hafunaviridae
          - Rod: Haloferacalesvirus, Laminvirus, Mincapvirus, Minorvirus

        - Čeleď: Halomagnusviridae
          - Rod: Hagravirus

        - Čeleď: Soleiviridae
          - Rod: Eilatmyovirus

### Monodnaviria
Realm: Monodnaviria
- Rod (neuznaný): Tornovirus

- Říše: Loebvirae
  - Kmen: Hofneiviricota
    - Třída: Faserviricetes
      - Řád: Tubulavirales
        - Čeleď: Inoviridae
          - Rod: Affertcholeramvirus, Anademivirus, Capistrivirus, Coriovirus, Fibrovirus, Habenivirus, Infulavirus, Inovirus, Lineavirus, Lophivirus, Parhipatevirus, Porrectionivirus, Primolicivirus, Psecadovirus, Restivirus, Saetivirus, Scuticavirus, Siphunculivirus, Staminivirus, Subteminivirus, Tertilicivirus, Vasivirus, Versovirus, Vicialiavirus, Villovirus, Xylivirus

        - Čeleď: Paulinoviridae
          - Rod: Bifilivirus, Thomixvirus

        - Čeleď: Plectroviridae
          - Rod: Plectrovirus, Suturavirus, Vespertiliovirus, Virgulavirus
- Říše: Sangervirae
  - Kmen: Phixviricota
    - Třída: Malgrandaviricetes
      - Řád: Petitvirales
        - Čeleď: Microviridae
          - Podčeleď: Bullavirinae
            - Rod: Alphatrevirus, Gequatrovirus, Sinsheimervirus

          - Podčeleď: Gokushovirinae
            - Rod: Bdellomicrovirus, Chlamydiamicrovirus, Enterogokushovirus, Spiromicrovirus
- Říše: Shotokuvirae
  - Kmen: Commensaviricota
    - Třída: Cardeaviricetes
      - Řád: Sanitavirales
        - Čeleď: Anelloviridae
          - Rod: Aleptorquevirus, Alphatorquevirus, Ayintorquevirus, Betatorquevirus, Chitorquevirus, Deltatorquevirus, Epsilontorquevirus, Etatorquevirus, Gammatorquevirus, Gimeltorquevirus, Gyrovirus, Hetorquevirus, Iotatorquevirus, Kappatorquevirus, Lambdatorquevirus, Lamedtorquevirus, Memtorquevirus, Mutorquevirus, Nutorquevirus, Omegatorquevirus, Omicrontorquevirus, Petorquevirus, Pitorquevirus, Psitorquevirus, Qoptorquevirus, Rhotorquevirus, Sadetorquevirus, Samektorquevirus, Sigmatorquevirus, Tettorquevirus, Thetatorquevirus, Upsilontorquevirus, Wawtorquevirus, Xitorquevirus, Yodtorquevirus, Zayintorquevirus, Zetatorquevirus

  - Kmen: Cossaviricota
    - Třída: Mouviricetes
      - Řád: Polivirales
        - Čeleď: Bidnaviridae
          - Rod: Bidensovirus

    - Třída: Papovaviricetes
      - Řád: Sepolyvirales
        - Čeleď: Polyomaviridae
          - Rod: Alphapolyomavirus, Betapolyomavirus, Deltapolyomavirus, Epsilonpolyomavirus, Etapolyomavirus, Gammapolyomavirus, Thetapolyomavirus, Zetapolyomavirus

      - Řád: Zurhausenvirales
        - Čeleď: Papillomaviridae
          - Podčeleď: Firstpapillomavirinae
            - Rod: Alphapapillomavirus, Betapapillomavirus, Chipapillomavirus, Deltapapillomavirus, Dyochipapillomavirus, Dyodeltapapillomavirus, Dyoepsilonpapillomavirus, Dyoetapapillomavirus, Dyoiotapapillomavirus, Dyokappapapillomavirus, Dyolambdapapillomavirus, Dyomupapillomavirus, Dyonupapillomavirus, Dyoomegapapillomavirus, Dyoomikronpapillomavirus, Dyophipapillomavirus, Dyopipapillomavirus, Dyopsipapillomavirus, Dyorhopapillomavirus, Dyosigmapapillomavirus, Dyotaupapillomavirus, Dyothetapapillomavirus, Dyoupsilonpapillomavirus, Dyoxipapillomavirus, Dyozetapapillomavirus, Epsilonpapillomavirus, Etapapillomavirus, Gammapapillomavirus, Iotapapillomavirus, Kappapapillomavirus, Lambdapapillomavirus, Mupapillomavirus, Nupapillomavirus, Omegapapillomavirus, Omikronpapillomavirus, Phipapillomavirus, Pipapillomavirus, Psipapillomavirus, Rhopapillomavirus, Sigmapapillomavirus, Taupapillomavirus, Thetapapillomavirus, Treisdeltapapillomavirus, Treisepsilonpapillomavirus, Treisetapapillomavirus, Treisiotapapillomavirus, Treiskappapapillomavirus, Treisthetapapillomavirus, Treiszetapapillomavirus, Upsilonpapillomavirus, Xipapillomavirus, Zetapapillomavirus

          - Podčeleď: Secondpapillomavirinae
            - Rod: Alefpapillomavirus

    - Třída: Quintoviricetes
      - Řád: Piccovirales
        - Čeleď: Parvoviridae
          - Rod: Metalloincertoparvovirus

          - Podčeleď: Densovirinae
            - Rod: Aquambidensovirus, Blattambidensovirus, Diciambidensovirus, Hemiambidensovirus, Iteradensovirus, Miniambidensovirus, Muscodensovirus, Pefuambidensovirus, Protoambidensovirus, Scindoambidensovirus, Tetuambidensovirus

          - Podčeleď: Hamaparvovirinae
            - Rod: Brevihamaparvovirus, Chaphamaparvovirus, Hepanhamaparvovirus, Ichtchaphamaparvovirus, Penstylhamaparvovirus

          - Podčeleď: Parvovirinae
            - Rod: Amdoparvovirus, Artiparvovirus, Aveparvovirus, Bocaparvovirus, Copiparvovirus, Dependoparvovirus, Erythroparvovirus, Loriparvovirus, Protoparvovirus, Sandeparvovirus, Tetraparvovirus

  - Kmen: Cressdnaviricota
    - Třída: Arfiviricetes
      - Řád: Baphyvirales
        - Čeleď: Bacilladnaviridae
          - Rod: Aberdnavirus, Diatodnavirus, Keisodnavirus, Kieseladnavirus, Protobacilladnavirus, Puahadnavirus, Seawadnavirus

      - Řád: Cirlivirales
        - Čeleď: Circoviridae
          - Rod: Circovirus, Cyclovirus

        - Čeleď: Endolinaviridae
          - Rod: Bovdisavirus, Camdisavirus, Chidisavirus, Hudisavirus

        - Čeleď: Vilyaviridae
          - Rod: Ancalagonvirus, Andurilvirus, Angristvirus, Aranruthvirus, Arnorvirus, Berenvirus, Glamdringvirus, Grondvirus, Herugrimvirus, Illuinvirus, Ormalvirus, Palantirivirus, Ringilvirus, Ulaervirus, Vingilotevirus

      - Řád: Cremevirales
        - Čeleď: Smacoviridae
          - Rod: Babosmacovirus, Bonzesmacovirus, Bostasmacovirus, Bovismacovirus, Cosmacovirus, Dragsmacovirus, Drosmacovirus, Felismacovirus, Huchismacovirus, Inpeasmacovirus, Porprismacovirus, Simismacovirus

      - Řád: Gredzevirales
        - Čeleď: Gandrviridae
          - Rod: Atripovirus, Meliavirus, Oreadivirus, Oreiadivirus, Satyrivirus, Sthenivirus, Thisbivirus, Thyiavirus

        - Čeleď: Ouroboviridae
          - Rod: Aretevirus, Boebeisivirus, Demetevirus, Doliovirus, Dorisivirus, Eurynomevirus, Gorgovirus, Heravirus, Horusivirus, Ioniavirus, Kadmovirus, Kreonivirus, Lamposivirus, Mantiovirus, Naiadivirus, Otosivirus, Patroklovirus, Perimedevirus, Peronelivirus, Persevirus, Proteusivirus, Pylenevirus, Pythorivirus, Rhipevirus, Stentovirus, Styxivirus, Tantalovirus, Taphiavirus, Telemovirus, Tethyvirus

      - Řád: Jormunvirales
        - Čeleď: Draupnirviridae
          - Rod: Armipotenivirus, Asperivirus, Atroxivirus, Audacivirus, Audaxivirus, Bellicusivirus, Belligerivirus, Citaivirus, Citataivirus, Citiorivirus, Durusivirus, Ferullusivirus, Fervidivirus, Funestivirus, Incitativirus, Incitatusivirus, Malificivirus, Mordaxivirus, Nervillivirus, Nocentianivirus, Periculosovirus, Pollentivirus, Potensivirus, Properatisvirus, Rapidusivirus, Robaratusivirus, Roburiusivirus, Strenuaivirus, Strenuusivirus, Tetricillivirus, Torentivirus, Valentivirus, Validivirus, Vegetinivirus, Vegetivirus, Vehemenivirus, Velocianivirus, Veloxivirus, Violenivirus, Viratusivirus, Virilianivirus, Volantivirus

      - Řád: Mulpavirales
        - Čeleď: Amesuviridae
          - Rod: Temfrudevirus, Yermavirus

        - Čeleď: Anicreviridae
          - Rod: Baranavirus, Ketkevirus, Kopavirus, Manawavirus, Otevirus, Patavirus, Pekavirus, Rakkovirus, Uewvirus

        - Čeleď: Metaxyviridae
          - Rod: Cofodevirus[pozn. 8]

        - Čeleď: Nanoviridae
          - Rod: Babuvirus, Nanovirus

      - Řád: Recrevirales
        - Čeleď: Redondoviridae
          - Rod: Torbevirus

      - Řád: Ringavirales
        - Čeleď: Pecoviridae
          - Rod: Amaruvirus, Capamivirus, Cinchivirus, Intivirus, Macochavirus, Quillavirus, Tambotovirus, Yaviravirus

      - Řád: Rivendellvirales
        - Čeleď: Naryaviridae
          - Rod: Arkenivirus, Beornivirus, Mallornivirus, Menegrothvirus, Mirkivirus, Nauglamirvirus, Nimphelosvirus, Phialvirus, Sindarvirus, Thengelvirus, Tirithivirus

      - Řád: Rohanvirales
        - Čeleď: Adamaviridae
          - Rod: Andorivirus, Caradhivirus, Celebovirus, Dolmedivirus, Enedivirus, Harfovirus, Moriavirus, Nimlovirus, Nurnevirus, Pelorivirus, Stoorivirus, Taravirus, Telperivirus, Tharbavirus, Ulwavirus, Valarivirus, Vanyarvirus, Zirakzivirus

        - Čeleď: Kirkoviridae
          - Rod: Aglavirus, Denevirus, Edravirus, Halavirus, Irmovirus, Luinilvirus, Melianvirus, Nessavirus, Ossirvirus, Yavannavirus

        - Čeleď: Nenyaviridae
          - Rod: Angainorvirus, Cirilivirus, Galvornvirus, Mazarbulvirus, Mithrilvirus, Valinorvirus

      - Řád: Saturnivirales
        - Čeleď: Kanorauviridae
          - Rod: Chinseivirus, Chiunvirus, Doseivirus, Kaiwanvirus, Kajamanuvirus, Kronovirus, Ninurtavirus, Phainonvirus, Raagevirus, Sadornvirus, Sagusvirus, Sakkuthvirus, Sanchirvirus, Sanivirus, Saothovirus, Savurvirus, Scythevirus, Seetinvirus, Shabtayvirus, Shanivirus, Sickelvirus, Tuxingvirus, Zohalivirus, Zuhalvirus

        - Čeleď: Mahapunaviridae
          - Rod: Acamarivirus, Amalthevirus, Anthevirus, Cursavirus, Elnathivirus, Enifivirus, Fuluvirus, Garivirus, Himalivirus, Janusivirus, Thebevirus

    - Třída: Repensiviricetes
      - Řád: Geplafuvirales
        - Čeleď: Geminiviridae
          - Rod: Becurtovirus, Begomovirus, Capulavirus, Citlodavirus, Curtovirus, Eragrovirus, Grablovirus, Graingemvirus[25] (neuznaný), Maldovirus, Mastrevirus, Mulcrilevirus, Opunvirus, Topilevirus, Topocuvirus, Turncurtovirus, Welwivirus

        - Čeleď: Genomoviridae
          - Rod: Gemycircularvirus, Gemyduguivirus, Gemygorvirus, Gemykibivirus, Gemykolovirus, Gemykrogvirus, Gemykroznavirus, Gemytondvirus, Gemytripvirus, Gemyvongvirus

        - Čeleď: Geplanaviridae
          - Rod: Acciovirus, Aguamentivirus, Alohovirus, Aparevirus, Avadavirus, Densaugvirus, Diffindovirus, Engorgivirus, Episkevirus, Expellivirus, Impedivirus, Lumovirus, Oblivivirus, Patrovirus, Protegovirus, Riddikuvirus, Stupevirus, Wingardivirus
- Říše: Trapavirae (1 kmen)
  - Kmen: Calorviricota
    - Třída: Caminiviricetes
      - Řád: Ageovirales
        - Čeleď: Thalassapleoviridae
          - Aprofuvirus, Avenivirus, Geogavirus

  - Kmen: Saleviricota
    - Třída: Huolimaviricetes
      - Řád: Haloruvirales
        - Čeleď: Pleolipoviridae
          - Rod: Alphapleolipovirus, Betapleolipovirus, Gammapleolipovirus

### Riboviria
Realm: Riboviria
- Čeleď: Polymycoviridae
  - Rod: Polymycovirus

- Čeleď: Tonesaviridae
  - Rod: Albetovirus, Aumaivirus

- Řád: Tombendovirales
  - Čeleď: Pamosaviridae
    - Rod: Papanivirus

- Čeleď: Sarthroviridae
  - Rod: Macronovirus

- Čeleď: Tomosaviridae
  - Rod: Virtovirus

- Říše: Orthornavirae
  - Čeleď: Birnaviridae
    - Rod: Aquabirnavirus, Avibirnavirus, Blosnavirus, Dronavirus, Entomobirnavirus, Ronavirus, Telnavirus

  - Čeleď: Permutotetraviridae
    - Rod: Alphapermutotetravirus

  - Třída: Orpoviricetes
    - Řád: Bormycovirales
      - Čeleď: Alphaormycoviridae
        - Rod: Dormycovirus, Phormycovirus

      - Čeleď: Deltanormycoviridae
        - Rod: Bormycovirus

    - Řád: Formycovirales
      - Čeleď: Betaormycoviridae
        - Rod: Stormycovirus, Vormycovirus

      - Čeleď: Gammaormycoviridae
        - Rod: Hormycovirus, Tormycovirus

  - Kmen (neuznaný): Arctiviricota[27][29][30][pozn. 10]
  - Kmen: Ambiviricota
    - Třída: Suforviricetes
      - Řád: Crytulvirales
        - Čeleď: Dumbiviridae
          - Rod: Orthodumbivirus

        - Čeleď: Quambiviridae
          - Rod: Orthoquambivirus

        - Čeleď: Trimbiviridae
          - Rod: Orthotrimbivirus

        - Čeleď: Unambiviridae
          - Rod: Orthounambivirus

  - Kmen: Artimaviricota[28][32][pozn. 11]
    - Třída: Furtirnaviricetes
      - Řád: Divaquavirales
        - Čeleď: Hakuzoviridae
          - Rod: Atsuirnavirus

  - Kmen: Duplornaviricota
    - Třída: Chrymotiviricetes
      - Řád: Ghabrivirales
        - Podřád: Alphatotivirineae
          - Čeleď: Botybirnaviridae
            - Rod: Botybirnavirus

          - Čeleď: Chrysoviridae
            - Rod: Alphachrysovirus, Betachrysovirus

          - Čeleď: Fusagraviridae
            - Rod: Fusagravirus

          - Čeleď: Megabirnaviridae
            - Rod: Megabirnavirus

          - Čeleď: Monocitiviridae
            - Rod: Monocitivirus

          - Čeleď: Orthototiviridae
            - Rod: Totivirus

          - Čeleď: Phlegiviridae
            - Rod: Phlegivirus

          - Čeleď: Pseudototiviridae
            - Rod: Eimeriavirus, Leishmaniavirus, Trichomonasvirus, Victorivirus

          - Čeleď: Quadriviridae
            - Rod: Quadrivirus

          - Čeleď: Spiciviridae
            - Rod: Spicivirus

        - Podřád: Betatotivirineae
          - Čeleď: Artiviridae
            - Rod: Artivirus

          - Čeleď: Giardiaviridae
            - Rod: Giardiavirus

          - Čeleď: Inseviridae
            - Rod: Insevirus

          - Čeleď: Lebotiviridae
            - Rod: Lebotivirus

          - Čeleď: Megatotiviridae
            - Rod: Megatotivirus

          - Čeleď: Ootiviridae
            - Rod: Ootivirus

          - Čeleď: Pistolviridae
            - Rod: Pistolvirus

          - Čeleď: Yadonushiviridae
            - Rod: Yadonushivirus

        - Podřád: Gammatotivirineae

        - Čeleď: Alternaviridae
          - Rod: Alternavirus

    - Třída: Resentoviricetes
      - Řád: Reovirales
        - Čeleď: Sedoreoviridae
          - Rod: Cardoreovirus, Crabreovirus, Mimoreovirus, Orbivirus, Phytoreovirus, Rotavirus, Seadornavirus

        - Čeleď: Spinareoviridae
          - Rod: Aquareovirus, Coltivirus, Cypovirus, Dinovernavirus, Fijivirus, Idnoreovirus, Mycoreovirus, Orthoreovirus, Oryzavirus

    - Třída: Vidaverviricetes
      - Řád: Mindivirales
        - Čeleď: Cystoviridae
          - Rod: Alphacystovirus, Betacystovirus, Deltacystovirus, Epsiloncystovirus, Gammacystovirus, Orthocystovirus, Zetacystovirus

  - Kmen: Kitrinoviricota
    - Třída: Alsuviricetes
      - Řád: Hepelivirales
        - Čeleď: Alphatetraviridae
          - Rod: Betatetravirus, Omegatetravirus

        - Čeleď: Benyviridae
          - Rod: Benyvirus

        - Čeleď: Hepeviridae
          - Podčeleď: Orthohepevirinae
            - Rod: Avihepevirus, Chirohepevirus, Paslahepevirus, Rocahepevirus

          - Podčeleď: Parahepevirinae
            - Rod: Piscihepevirus

        - Čeleď: Matonaviridae
          - Rod: Rubivirus

      - Řád: Martellivirales
        - Čeleď: Bromoviridae
          - Rod: Alfamovirus, Anulavirus, Bromovirus, Cucumovirus, Ilarvirus, Oleavirus

        - Čeleď: Closteroviridae
          - Rod: Ampelovirus, Bluvavirus, Closterovirus, Crinivirus, Menthavirus, Olivavirus, Velarivirus

        - Čeleď: Endornaviridae
          - Rod: Alphaendornavirus, Betaendornavirus

        - Čeleď: Kitaviridae
          - Rod: Blunervirus, Cilevirus, Higrevirus

        - Čeleď: Mayoviridae
          - Rod: Idaeovirus, Pteridovirus

        - Čeleď: Togaviridae
          - Rod: Alphavirus

        - Čeleď: Virgaviridae
          - Rod: Furovirus, Goravirus, Hordeivirus, Pecluvirus, Pomovirus, Tobamovirus, Tobravirus

      - Řád: Tymovirales
        - Čeleď: Alphaflexiviridae
          - Rod: Allexivirus, Botrexvirus, Lolavirus, Platypuvirus, Potexvirus, Sclerodarnavirus

        - Čeleď: Betaflexiviridae
          - Podčeleď: Quinvirinae
            - Rod: Banmivirus, Carlavirus, Foveavirus, Robigovirus, Sustrivirus

          - Podčeleď: Trivirinae
            - Rod: Capillovirus, Chordovirus, Citrivirus, Divavirus, Prunevirus, Ravavirus, Tepovirus, Trichovirus, Vitivirus, Wamavirus

        - Čeleď: Deltaflexiviridae
          - Rod: Deltaflexivirus

        - Čeleď: Gammaflexiviridae
          - Rod: Gammaflexivirus, Mycoflexivirus, Xylavirus

        - Čeleď: Tymoviridae
          - Rod: Maculavirus, Marafivirus, Tymovirus

    - Třída: Flasuviricetes
      - Řád: Amarillovirales
        - Čeleď: Flaviviridae
          - Rod: Hepacivirus, Orthoflavivirus, Pegivirus, Pestivirus

    - Třída: Magsaviricetes
      - Řád: Nodamuvirales
        - Čeleď: Nodaviridae
          - Rod: Alphanodavirus, Betanodavirus

        - Čeleď: Sinhaliviridae
          - Rod: Sinaivirus

    - Třída: Tolucaviricetes
      - Řád: Tolivirales
        - Čeleď: Carmotetraviridae
          - Rod: Alphacarmotetravirus

        - Čeleď: Tombusviridae
          - Podčeleď: Calvusvirinae
            - Rod: Umbravirus

          - Podčeleď: Procedovirinae
            - Rod: Alphacarmovirus, Alphanecrovirus, Aureusvirus, Avenavirus, Betacarmovirus, Betanecrovirus, Gallantivirus, Gammacarmovirus, Macanavirus, Machlomovirus, Panicovirus, Pelarspovirus, Tombusvirus, Tralespevirus, Zeavirus

          - Podčeleď: Regressovirinae
            - Rod: Dianthovirus, Luteovirus

  - Kmen: Lenarviricota
    - Třída: Amabiliviricetes
      - Řád: Wolframvirales
        - Čeleď: Narnaviridae
          - Rod: Narnavirus

        - Čeleď: Splipalmiviridae
          - Rod: Delepalmivirus, Divipalmivirus, Jakapalmivirus

    - Třída: Howeltoviricetes
      - Řád: Cryppavirales
        - Čeleď: Mitoviridae
          - Rod: Duamitovirus, Kvaramitovirus, Triamitovirus, Unuamitovirus

    - Třída: Leviviricetes
      - Rod: Grandbuvirus, Mahrahovirus, Nicedsevirus, Nordovirus, Skrubnovirus

      - Řád: Norzivirales
        - Čeleď: Atkinsviridae
          - Rod: Aastrivirus, Aldormivirus, Alkesdovirus, Alvostovirus, Andhevirus, Apihcavirus, Arihsbuvirus, Ashurnovirus, Astuncavirus, Avantavirus, Bahdevirus, Bahdevuvirus, Bahguvirus, Balsavirus, Barchevirus, Bardovirus, Bartovirus, Bascudevirus, Batdovirus, Beahrlevirus, Behauvirus, Beheusavirus, Behntlevirus, Behrmuvirus, Bercswevirus, Bermivirus, Bexdevirus, Bidwuvirus, Bihdfovirus, Bihshovirus, Bilifuvirus, Bilsavirus, Birdonovirus, Birfovirus, Birstovirus, Blictovirus, Blinduvirus, Bolihivirus, Bolislovirus, Boltovirus, Bouhrtavirus, Braholevirus, Bramcovirus, Bramkuvirus, Branavirus, Brandovirus, Brehdfovirus, Broetwevirus, Bruncluvirus, Buckevirus, Budprovirus, Buhdlovirus, Buhpbivirus, Buhshwavirus, Bulcivirus, Bunlevirus, Buntovirus, Burdivirus, Burtuvirus, Bushuvirus, Cahtebovirus, Cahwstovirus, Caldevirus, Cambruovirus, Capsdovirus, Casfavirus, Chadwivirus, Chahpevirus, Chatshuvirus, Chepelevirus, Cherlevirus, Cherovirus, Chinihovirus, Chostevirus, Chounavirus, Churchovirus, Cihsnivirus, Clavivirus, Clifovirus, Clufdovirus, Cohrlevirus, Colishivirus, Comptovirus, Comptuvirus, Coughduvirus, Diydovirus, Dugnivirus, Firunevirus, Gohshovirus, Hehspivirus, Helacdivirus, Hirvovirus, Huhmpluvirus, Huleruivirus, Hysdruvirus, Ichonovirus, Isoihlovirus, Kempsvovirus, Kihrivirus, Kimihcavirus, Kudohovirus, Kuhfotivirus, Lahcomavirus, Lobdovirus, Madisduvirus, Mitdiwavirus, Moloevirus, Monekavirus, Neratovirus, Niginuvirus, Pagohnivirus, Pihngevirus, Pohlydovirus, Psoetuvirus, Scloravirus, Sdribtuvirus, Stupavirus, Wahbolevirus, Wecineivirus, Whodehavirus, Wulosvivirus, Yekorevirus, Yeshinuvirus

        - Čeleď: Duinviridae
          - Rod: Apeevirus, Beshanovirus, Cartwavirus, Cubpivirus, Derlivirus, Dirlevirus, Kahshuvirus, Kohmavirus, Samuneavirus, Tehuhdavirus

        - Čeleď: Fiersviridae
          - Rod: Amubhivirus, Andhasavirus, Andhaxevirus, Ashucavirus, Bahscuvirus, Behevivirus, Behlfluvirus, Bihdovirus, Bisdanovirus, Blafavirus, Bohnovirus, Bohwovirus, Boschuvirus, Breudwovirus, Buhdavirus, Cahdavirus, Cahrpivirus, Caloevirus, Cauhldivirus, Cehakivirus, Chaedoavirus, Chahsmivirus, Chihyovirus, Chobevirus, Choctavirus, Cintrevirus, Cunavirus, Dahmuvirus, Darnbovirus, Decadevirus, Denfovirus, Depandovirus, Dihsdivirus, Dohlivirus, Dortuvirus, Dorudgevirus, Dosmizivirus, Draycavirus, Dreytovirus, Duhcivirus, Dunchevirus, Dursuvirus, Eahsevirus, Eahvevirus, Eedhovirus, Eerlswovirus, Eistcuvirus, Emesvirus, Empivirus, Etongtovirus, Fagihyuvirus, Fenycovirus, Fihluvirus, Firnpuvirus, Fiyodovirus, Flehknovirus, Frinctavirus, Fulbrouvirus, Gahlovirus, Galoycavirus, Garovuvirus, Gehnevirus, Giydovirus, Glyciruvirus, Gmuhndevirus, Gorodievirus, Grandpovirus, Greatevirus, Greatpavirus, Grehavirus, Grendovirus, Grendvuvirus, Gunawavirus, Haeldovirus, Hagavirus, Hahdsevirus, Hahmbtovirus, Hahsevirus, Halcalevirus, Hampdavirus, Hamptovirus, Helfovirus, Herbuvirus, Hihdivirus, Hihlwaovirus, Hirbarovirus, Hirtshivirus, Hisilivirus, Hisilovirus, Hitdovirus, Hohnivirus, Honleyivirus, Honolovirus, Hudnivirus, Huhnivirus, Huhnuvirus, Hukohnovirus, Hurlivirus, Icumivirus, Ideskevirus, Idlucavirus, Imeberivirus, Ineyimevirus, Iruqauvirus, Ishugivirus, Jiesduavirus, Johnovirus, Jupbevirus, Kahfsdivirus, Keghovirus, Kehmevirus, Kehrevirus, Kemicevirus, Kihryuvirus, Kinehtovirus, Kinolwovirus, Kirnavirus, Kiwsmaevirus, Kongskuvirus, Konkivirus, Konwavirus, Koteshevirus, Kowinovirus, Kuhshuvirus, Kungsnevirus, Kungspuvirus, Lahbwuvirus, Lahdbrovirus, Langlevirus, Leahmovirus, Lecwavirus, Lehamuvirus, Lighthovirus, Lihdtlovirus, Lihtdlivirus, Litdlevirus, Loamavirus, Loghdhuvirus, Lohmavirus, Lohngkovirus, Lohwevirus, Lohwovirus, Longmavirus, Longovirus, Loslovirus, Lowerquvirus, Lowsuvirus, Loxlovirus, Ludtlevirus, Ludtlovirus, Ludtovirus, Lunjlavirus, Luthavirus, Lyejrivirus, Mahqeavirus, Mahraivirus, Mahrtovirus, Manrohovirus, Martavirus, Martovirus, Maxstovirus, Meblowovirus, Mehraxmevirus, Mehrevirus, Mekintivirus, Merlkluvirus, Methovirus, Mihkrovirus, Mincetevirus, Mintuvirus, Mohredovirus, Molcatevirus, Molvevirus, Monkskivirus, Moxhuvirus, Mutledovirus, Muyegivirus, Nadsecevirus, Naneatavirus, Napdanuvirus, Nedhivirus, Nehwtovirus, Newbovirus, Newpuvirus, Niankuvirus, Niuhvovirus, Niwnhavirus, Niwtovirus, Nohmivirus, Nohrdovirus, Northevirus, Oceshuvirus, Oldperovirus, Olmsdivirus, Omohevirus, Onohmuvirus, Opdykovirus, Overwhuvirus, Owenocuvirus, Oxychlovirus, Pailtovirus, Paloswovirus, Palsdevirus, Paysduvirus, Pedhlovirus, Pehohrivirus, Pehsaduvirus, Pepevirus, Perrunavirus, Philtcovirus, Phobpsivirus, Piceduvirus, Pihlevirus, Pilordavirus, Piponevirus, Pohlevirus, Poncivirus, Prihavirus, Prihovirus, Prisdovirus, Prosdovirus, Pruncivirus, Psimevirus, Pudlivirus, Punlevirus, Qubevirus, Quihndavirus, Radbaivirus, Rahdfavirus, Ratlevirus, Redbauvirus, Rehihmevirus, Rehudzovirus, Ridwavirus, Rusvolovirus, Rytunovirus, Sahwbrivirus, Sambuevirus, Saudhavirus, Sbehrnivirus, Scuadavirus, Sdadlevirus, Sdoctuvirus, Sdohnivirus, Sdredfovirus, Sdredtuvirus, Sdretovirus, Seckivirus, Sehpovirus, Selfuvirus, Seybrovirus, Shebanavirus, Shehrpovirus, Shestuvirus, Shihovirus, Shipsduvirus, Shodtevirus, Sholavirus, Shomudavirus, Shrewlivirus, Shuldovirus, Shutevirus, Shutovirus, Sincthavirus, Skhembuvirus, Smudhfivirus, Snitdevirus, Soetuvirus, Stanolovirus, Stehlmavirus, Sterodovirus, Stoartovirus, Stretavirus, Stritovirus, Suhtovirus, Swihdzovirus, Tahluvirus, Tapikevirus, Teciucevirus, Tehnexuvirus, Temblevirus, Templevirus, Templovirus, Tenwovirus, Thiwvovirus, Thiyevirus, Thobivirus, Thurlavirus, Ticahravirus, Todtivirus, Tohvovirus, Trotivirus, Trucevirus, Tudmivirus, Tysohivirus, Ulinhavirus, Upborqevirus, Ureyisuvirus, Ushumevirus, Vohsuavirus, Whietlevirus, Whilavirus, Wohudhevirus, Wyahnevirus, Yahnavirus, Yemegivirus, Yohcadevirus, Yuhrihovirus

        - Čeleď: Solspiviridae
          - Rod: Andihavirus, Begindovirus, Dibaevirus, Dilzevirus, Duridgovirus, Eosonovirus, Etdyvivirus, Fahrmivirus, Hinehbovirus, Insbruvirus, Jargovirus, Lunjuvirus, Mahshuvirus, Mintinovirus, Puhrivirus, Puirovirus, Sexopuavirus, Thiuhmevirus, Tohkunevirus, Tyrahlevirus, Upirshuvirus, Vendavirus, Voulevirus, Wahlkovirus, Wahpevirus, Wahrwivirus, Wahtivirus, Warmivirus, Waspevirus, Wedhlevirus, Wehlfuvirus, Wehsdovirus, Welesbovirus, Weothlivirus, Whahdcavirus, Whochfovirus, Whotchuvirus, Whotnavirus, Wihbtavirus, Wihlevirus, Windevirus, Witirovirus, Wixfuvirus, Woatevirus, Wohlvevirus, Wohtovirus, Wolstavirus, Woshavirus, Wostovirus, Wruxevirus, Wulfhavirus, Wulmkuvirus, Wulouvirus, Wulvevirus, Wurmloivirus

      - Řád: Timlovirales
        - Čeleď: Blumeviridae
          - Rod: Alehndavirus, Bonghivirus, Brahivirus, Chimpavirus, Dahmuivirus, Dehgumevirus, Dehkhevirus, Espurtavirus, Gifriavirus, Hehrovirus, Hisehlovirus, Ivolevirus, Kahnayevirus, Kahraivirus, Kemiovirus, Kerishovirus, Konmavirus, Lirnavirus, Marskhivirus, Nehpavirus, Niwtuvirus, Pacehavirus, Pahdacivirus, Prorsmavirus, Semodevirus, Shihwivirus, Strotovirus, Wahdswovirus, Yenihzavirus

        - Čeleď: Steitzviridae
          - Rod: Adahmuvirus, Alcestovirus, Alehxovirus, Alvestavirus, Asdankavirus, Ashcevirus, Austrovirus, Badtivirus, Bahrchivirus, Bahxtivirus, Bartuvirus, Behrmavirus, Beiedevirus, Beirlevirus, Bepbevirus, Berdovirus, Bertovirus, Bescotivirus, Bicehmovirus, Bidwovirus, Bihckevirus, Bihndovirus, Bilsivirus, Bircswevirus, Bishavirus, Bishovirus, Blacdavirus, Boaesivirus, Bohlehivirus, Boldovirus, Bourtovirus, Bridfovirus, Brikhyavirus, Brimcuvirus, Brimkuvirus, Broedwivirus, Buhdprovirus, Buhrmuvirus, Bulkovirus, Bushwuavirus, Butlevirus, Cahrlavirus, Campduvirus, Capbuvirus, Casfovirus, Cawstavirus, Cebevirus, Chebevirus, Chiruvirus, Chitwivirus, Churkhuvirus, Clavevirus, Clofavirus, Cumbruovirus, Cumpduvirus, Curdwovirus, Danchavirus, Darsivirus, Dordavirus, Drayduvirus, Dreycovirus, Eastcovirus, Eerlswavirus, Eidhovirus, Endehruvirus, Etingtavirus, Fagihovirus, Fejonovirus, Ferahgovirus, Fluruvirus, Frobavirus, Fudhoevirus, Gahmegovirus, Garnievirus, Gehrmavirus, Gihfavirus, Giliycovirus, Greatavirus, Grehevirus, Grehndovirus, Gulmivirus, Hahkesevirus, Hahselevirus, Hampduvirus, Hanolevirus, Harbevirus, Hardshivirus, Hihlwovirus, Hilfovirus, Hirbovirus, Hisolavirus, Hodnevirus, Hohnuvirus, Hohrdovirus, Huhbevirus, Huohcivirus, Huylevirus, Hyjrovirus, Iwahcevirus, Kecuhnavirus, Kihsiravirus, Kinglevirus, Kingscavirus, Koroslivirus, Laimuvirus, Lazuovirus, Lehemavirus, Lidbrovirus, Lidtloavirus, Lihvevirus, Limaivirus, Lipwuvirus, Litdlovirus, Litlevirus, Loecwouvirus, Lohwivirus, Loimivirus, Lomnativirus, Loptevirus, Lughthovirus, Luhtdivirus, Luwerquvirus, Mahdsavirus, Merlclivirus, Mertavirus, Metsavirus, Minusuvirus, Mixstovirus, Mocruvirus, Mohrtavirus, Molucevirus, Nehumivirus, Nehwbovirus, Nethevirus, Nuhnehevirus, Oldborovirus, Ovirwhivirus, Pahspavirus, Pidhluvirus, Pihckevirus, Pinlevirus, Pirifovirus, Podtsbuvirus, Pohlodivirus, Prihuvirus, Psiaduvirus, Puduphavirus, Quihndovirus, Retlevirus, Rodtovirus, Rydonovirus, Sahlfavirus, Sderotavirus, Sdrodtuvirus, Sehcuvirus, Sempoevirus, Setdovirus, Shiltuvirus, Shrewlevirus, Sidiruavirus, Sperdavirus, Stehnavirus, Stonedovirus, Strehtovirus, Strotuvirus, Studlivirus, Suhnsivirus, Surghavirus, Tamanovirus, Tehmuvirus, Tehnicivirus, Thehlovirus, Thuhrlavirus, Tikiyavirus, Timirovirus, Tsuhreavirus, Tuskovirus, Tuwendivirus, Ulenhavirus, Vindevirus, Wahlkavirus, Wahspovirus, Watorgevirus, Wehlevirus, Wesdanuvirus, Westonuvirus, Whadcovirus, Whidchuvirus, Whudnevirus, Wibpevirus, Widsokivirus, Wilfovirus, Wirwovirus, Wixfovirus, Wohodivirus, Wohrmlevirus, Wohtavirus, Wolvivirus, Wruxavirus, Wundevirus, Wushavirus, Yeziwivirus

    - Třída: Miaviricetes
      - Řád: Ourlivirales
        - Čeleď: Botourmiaviridae
          - Rod: Betabotoulivirus, Betarhizoulivirus, Betascleroulivirus, Botoulivirus, Deltascleroulivirus, Epsilonscleroulivirus, Gammascleroulivirus, Magoulivirus, Ostravirus[33][34] (neuznaný), Ourmiavirus, Penoulivirus, Rhizoulivirus, Scleroulivirus

  - Kmen: Negarnaviricota
    - Podkmen: Haploviricotina
      - Třída: Chunqiuviricetes
        - Řád: Muvirales
          - Čeleď: Qinviridae
            - Rod: Yingvirus

      - Třída: Milneviricetes
        - Řád: Naedrevirales
          - Čeleď: Aspiviridae
            - Rod: Ophiovirus

      - Třída: Monjiviricetes
        - Řád: Jingchuvirales
          - Čeleď: Aliusviridae
            - Rod: Obscuruvirus, Ollusvirus

          - Čeleď: Chuviridae
            - Rod: Boscovirus, Chuvivirus, Culicidavirus, Demapteravirus, Doliuvirus, Mivirus, Morsusvirus, Nigecruvirus, Odonatavirus, Pediavirus, Piscichuvirus, Pterovirus, Rochuvirus, Scarabeuvirus, Taceavirus, Vapochuvirus

          - Čeleď: Crepuscuviridae
            - Rod: Aqualaruvirus

          - Čeleď: Myriaviridae
            - Rod: Myriavirus

          - Čeleď: Natareviridae
            - Rod: Charybdivirus

        - Řád: Mononegavirales
          - Čeleď: Artoviridae
            - Rod: Hexartovirus, Peropuvirus

          - Čeleď: Bornaviridae
            - Rod: Carbovirus, Cartilovirus, Cultervirus, Orthobornavirus

          - Čeleď: Filoviridae
            - Rod: Cuevavirus, Dianlovirus, Loebevirus, Oblavirus, Orthoebolavirus, Orthomarburgvirus, Striavirus, Tapjovirus, Thamnovirus

          - Čeleď: Lispiviridae
            - Rod: Acridvirus, Aleyavirus, Aleybvirus, Anicalvirus, Anidravirus, Aranavirus, Aranbvirus, Arlivirus, Artemvirus, Avesvirus, Birfecvirus, Canmovirus, Copasivirus, Coroavirus, Cybitervirus, Damravirus, Ganiavirus, Hemipvirus, Leocovirus, Nematovirus, Phelinovirus, Rivapovirus, Robevirus, Sanstrivirus, Stylovirus, Supelovirus, Synelinevirus, Usmuvirus, Weflthvirus, Xenophyvirus

          - Čeleď: Mymonaviridae
            - Rod: Auricularimonavirus, Botrytimonavirus, Hubramonavirus, Lentimonavirus, Penicillimonavirus, Phyllomonavirus, Plasmopamonavirus, Rhizomonavirus, Sclerotimonavirus

          - Čeleď: Nyamiviridae
            - Rod: Berhavirus, Crustavirus, Formivirus, Nyavirus, Orinovirus, Socyvirus, Tapwovirus

          - Čeleď: Paramyxoviridae
            - Podčeleď: Avulavirinae
              - Rod: Metaavulavirus, Orthoavulavirus, Paraavulavirus

            - Podčeleď: Feraresvirinae
              - Rod: Aquaparamyxovirus, Ferlavirus, Respirovirus

            - Podčeleď: Glossavirinae
              - Rod: Cynoglossusvirus

            - Podčeleď: Ichthysvirinae
              - Rod: Hoplichthysvirus

            - Podčeleď: Kamposvirinae
              - Rod: Hippocavirus

            - Podčeleď: Metaparamyxovirinae
              - Rod: Synodonvirus

            - Podčeleď: Orthoparamyxovirinae
              - Rod: Bovinavirus, Henipavirus, Jeilongvirus, Morbillivirus, Narmovirus, Parahenipavirus, Parajeilongvirus, Paramorbillivirus, Salemvirus, Tupaivirus

            - Podčeleď: Rubulavirinae
              - Rod: Orthorubulavirus, Pararubulavirus

            - Podčeleď: Skoliovirinae
              - Rod: Scoliodonvirus

          - Čeleď: Pneumoviridae
            - Rod: Metapneumovirus, Orthopneumovirus

          - Čeleď: Rhabdoviridae
            - Rod: Alphaplatrhavirus, Betaplatrhavirus, Gammaplatrhavirus

            - Podčeleď: Alpharhabdovirinae
              - Rod: Almendravirus, Alphanemrhavirus, Alphapaprhavirus, Alpharicinrhavirus, Alphathriprhavirus, Amplylivirus, Arurhavirus, Barhavirus, Betathriprhavirus, Caligrhavirus, Cetarhavirus, Curiovirus, Ephemerovirus, Hapavirus, Ledantevirus, Lostrhavirus, Lyssavirus, Merhavirus, Mousrhavirus, Ohlsrhavirus, Perhabdovirus, Replylivirus, Sawgrhavirus, Scophrhavirus, Sigmavirus, Siniperhavirus, Sprivivirus, Sripuvirus, Sunrhavirus, Tibrovirus, Tupavirus, Uniorhavirus, Vesiculovirus, Zarhavirus

            - Podčeleď: Betarhabdovirinae
              - Rod: Alphacytorhabdovirus, Alphagymnorhavirus, Alphanucleorhabdovirus, Betacytorhabdovirus, Betagymnorhavirus, Betanucleorhabdovirus, Deltanucleorhabdovirus, Dichorhavirus, Gammacytorhabdovirus, Gammanucleorhabdovirus, Trirhavirus, Varicosavirus

            - Podčeleď: Deltarhabdovirinae
              - Rod: Alphacrustrhavirus, Alphadrosrhavirus, Alphahymrhavirus, Betahymrhavirus, Betanemrhavirus, Betapaprhavirus, Betaricinrhavirus, Gammahymrhavirus, Gammaricinrhavirus, Primrhavirus, Stangrhavirus

            - Podčeleď: Gammarhabdovirinae
              - Rod: Margarhavirus, Novirhabdovirus

          - Čeleď: Sunviridae
            - Rod: Sunshinevirus

          - Čeleď: Xinmoviridae
            - Rod: Alasvirus, Anphevirus, Corulvirus, Culivirus, Doupovirus, Draselvirus, Drunivirus, Gambievirus, Gordisvirus, Gudgevirus, Gylbovirus, Hoptevirus, Laumovirus, Madalivirus, Molauvirus, Nurnegvirus, Pelmivirus, Puclevirus, Tecephavirus, Triniovirus, Trocevirus, Ulegvirus

      - Třída: Yunchangviricetes
        - Řád: Goujianvirales
          - Čeleď: Yueviridae
            - Rod: Yuyuevirus

    - Podkmen: Polyploviricotina
      - Třída: Bunyaviricetes
        - Řád: Elliovirales
          - Čeleď: Cruliviridae
            - Rod: Lincruvirus

          - Čeleď: Fimoviridae
            - Rod: Emaravirus

          - Čeleď: Hantaviridae
            - Podčeleď: Actantavirinae
              - Rod: Actinovirus, Percilovirus

            - Podčeleď: Agantavirinae
              - Rod: Agnathovirus

            - Podčeleď: Mammantavirinae
              - Rod: Loanvirus, Mobatvirus, Orthohantavirus, Thottimvirus

            - Podčeleď: Repantavirinae
              - Rod: Reptillovirus

          - Čeleď: Peribunyaviridae
            - Rod: Gryffinivirus, Herbevirus, Khurdivirus, Lakivirus, Lambavirus, Orthobunyavirus, Pacuvirus, Shangavirus

          - Čeleď: Phasmaviridae
            - Rod: Cicadellivirus, Feravirus, Hymovirus, Jonvirus, Orthophasmavirus, Sawastrivirus, Wuhivirus

          - Čeleď: Tospoviridae
            - Rod: Orthotospovirus

          - Čeleď: Tulasviridae
            - Rod: Orthotulasvirus, Paratulasvirus

        - Řád: Hareavirales
          - Čeleď: Arenaviridae
            - Rod: Antennavirus, Hartmanivirus, Innmovirus, Mammarenavirus, Reptarenavirus

          - Čeleď: Discoviridae
            - Rod: Orthodiscovirus

          - Čeleď: Konkoviridae
            - Rod: Olpivirus

          - Čeleď: Leishbuviridae
            - Rod: Shilevirus

          - Čeleď: Mypoviridae
            - Rod: Hubavirus

          - Čeleď: Nairoviridae
            - Rod: Norwavirus, Ocetevirus, Orthonairovirus, Sabavirus, Shaspivirus, Sitinavirus, Striwavirus, Xinspivirus

          - Čeleď: Phenuiviridae
            - Rod: Bandavirus, Beidivirus, Bocivirus, Citricivirus, Coguvirus, Entovirus, Goukovirus, Horwuvirus, Hudivirus, Hudovirus, Ixovirus, Laulavirus, Lentinuvirus, Mechlorovirus, Mobuvirus, Phasivirus, Phlebovirus, Pidchovirus, Rubodvirus, Tanzavirus, Tenuivirus, Uukuvirus, Wenrivirus

          - Čeleď: Tosoviridae
            - Rod: Fraservirus

          - Čeleď: Wupedeviridae
            - Rod: Wumivirus

      - Třída: Insthoviricetes
        - Řád: Articulavirales
          - Čeleď: Amnoonviridae
            - Rod: Tilapinevirus

          - Čeleď: Orthomyxoviridae
            - Rod: Alphainfluenzavirus, Betainfluenzavirus, Deltainfluenzavirus, Gammainfluenzavirus, Isavirus, Mykissvirus, Quaranjavirus, Sardinovirus, Thogotovirus

  - Kmen (neuznaný): Paraxenoviricota[27][29][30][pozn. 12]
  - Kmen: Pisuviricota
    - Čeleď: Hadakaviridae
      - Rod: Hadakavirus

    - Řád: Yadokarivirales
      - Čeleď: Yadokariviridae
        - Rod: Alphayadokarivirus, Betayadokarivirus

    - Třída: Duplopiviricetes
      - Řád: Durnavirales
        - Čeleď: Amalgaviridae
          - Rod: Amalgavirus, Unirnavirus, Zybavirus

        - Čeleď: Curvulaviridae
          - Rod: Orthocurvulavirus

        - Čeleď: Fusariviridae
          - Rod: Alphafusarivirus, Betafusarivirus, Gammafusarivirus

        - Čeleď: Hypoviridae
          - Rod: Alphahypovirus, Betahypovirus, Deltahypovirus, Epsilonhypovirus, Etahypovirus, Gammahypovirus, Thetahypovirus, Zetahypovirus

        - Čeleď: Partitiviridae
          - Rod: Alphapartitivirus, Betapartitivirus, Cryspovirus, Deltapartitivirus, Gammapartitivirus

        - Čeleď: Picobirnaviridae
          - Rod: Orthopicobirnavirus

        - Čeleď: Soropartitiviridae
          - Rod: Caliparnavirus

    - Třída: Pisoniviricetes
      - Řád: Nidovirales
        - Podřád: Abnidovirineae
          - Čeleď: Abyssoviridae
            - Podčeleď: Tiamatvirinae
              - Rod: Alphaabyssovirus

        - Podřád: Arnidovirineae
          - Čeleď: Arteriviridae
            - Podčeleď: Crocarterivirinae
              - Rod: Muarterivirus

            - Podčeleď: Equarterivirinae
              - Rod: Alphaarterivirus

            - Podčeleď: Heroarterivirinae
              - Rod: Lambdaarterivirus

            - Podčeleď: Simarterivirinae
              - Rod: Deltaarterivirus, Epsilonarterivirus, Etaarterivirus, Iotaarterivirus, Thetaarterivirus, Zetaarterivirus

            - Podčeleď: Variarterivirinae
              - Rod: Betaarterivirus, Gammaarterivirus, Nuarterivirus

            - Podčeleď: Zealarterivirinae
              - Rod: Kappaarterivirus

          - Čeleď: Cremegaviridae
            - Podčeleď: Becregavirinae
              - Rod: Sicregavirus

            - Podčeleď: Rodepovirinae
              - Rod: Pontunivirus

          - Čeleď: Gresnaviridae
            - Podčeleď: Reternivirinae
              - Rod: Cyclophivirus

          - Čeleď: Olifoviridae
            - Podčeleď: Gofosavirinae
              - Rod: Kukrinivirus

        - Podřád: Cornidovirineae
          - Čeleď: Coronaviridae
            - Podčeleď: Letovirinae
              - Rod: Alphaletovirus

            - Podčeleď: Orthocoronavirinae
              - Rod: Alphacoronavirus, Betacoronavirus, Deltacoronavirus, Gammacoronavirus

            - Podčeleď: Pitovirinae
              - Rod: Alphapironavirus

        - Podřád: Mesnidovirineae
          - Čeleď: Medioniviridae
            - Podčeleď: Medionivirinae
              - Rod: Bolenivirus, Turrinivirus

          - Čeleď: Mesoniviridae
            - Podčeleď: Hexponivirinae
              - Rod: Alphamesonivirus

            - Podčeleď: Menanivirinae
              - Rod: Nasenivirus

            - Podčeleď: Metotonivirinae
              - Rod: Tocinivirus, Tofonivirus

        - Podřád: Monidovirineae
          - Čeleď: Mononiviridae
            - Podčeleď: Mononivirinae
              - Rod: Alphamononivirus

        - Podřád: Nanidovirineae
          - Čeleď: Nanghoshaviridae
            - Podčeleď: Chimanivirinae
              - Rod: Chimshavirus

          - Čeleď: Nanhypoviridae
            - Podčeleď: Hyporhamsavirinae
              - Rod: Sajorinivirus

        - Podřád: Ronidovirineae
          - Čeleď: Euroniviridae
            - Podčeleď: Ceronivirinae
              - Rod: Charybnivirus, Paguronivirus

          - Čeleď: Roniviridae
            - Podčeleď: Okanivirinae
              - Rod: Nimanivirus, Okavirus

        - Podřád: Tornidovirineae
          - Čeleď: Tobaniviridae
            - Podčeleď: Piscanivirinae
              - Rod: Bafinivirus, Oncotshavirus

            - Podčeleď: Remotovirinae
              - Rod: Bostovirus

            - Podčeleď: Serpentovirinae
              - Rod: Infratovirus, Lyctovirus, Pregotovirus, Sectovirus, Septovirus, Sertovirus, Vebetovirus

            - Podčeleď: Torovirinae
              - Rod: Torovirus

      - Řád: Picornavirales
        - Čeleď: Caliciviridae
          - Rod: Bavovirus, Lagovirus, Minovirus, Nacovirus, Nebovirus, Norovirus, Recovirus, Salovirus, Sapovirus, Valovirus, Vesivirus

        - Čeleď: Dicistroviridae
          - Rod: Aparavirus, Cripavirus, Triatovirus

        - Čeleď: Iflaviridae
          - Rod: Iflavirus

        - Čeleď: Marnaviridae
          - Rod: Bacillarnavirus, Kusarnavirus, Labyrnavirus, Locarnavirus, Marnavirus, Salisharnavirus, Sogarnavirus

        - Čeleď: Noraviridae
          - Rod: Orthonoravirus

        - Čeleď: Picornaviridae
          - Rod: Ampivirus, Harkavirus

          - Podčeleď: Caphthovirinae
            - Rod: Ailurivirus, Aphthovirus, Bopivirus, Cardiovirus, Cosavirus, Erbovirus, Hunnivirus, Malagasivirus, Marsupivirus, Mischivirus, Mosavirus, Mupivirus, Senecavirus, Teschovirus, Torchivirus, Tottorivirus

          - Podčeleď: Ensavirinae
            - Rod: Anativirus, Boosepivirus, Diresapivirus, Enterovirus, Felipivirus, Parabovirus, Rabovirus, Sapelovirus

          - Podčeleď: Heptrevirinae
            - Rod: Caecilivirus, Crahelivirus, Fipivirus, Gruhelivirus, Hepatovirus, Rohelivirus, Tremovirus

          - Podčeleď: Kodimesavirinae
            - Rod: Danipivirus, Dicipivirus, Gallivirus, Hemipivirus, Kobuvirus, Livupivirus, Ludopivirus, Megrivirus, Myrropivirus, Oscivirus, Passerivirus, Pemapivirus, Poecivirus, Pygoscepivirus, Rafivirus, Rajidapivirus, Rosavirus, Sakobuvirus, Salivirus, Sicinivirus, Symapivirus, Tropivirus

          - Podčeleď: Paavivirinae
            - Rod: Aalivirus, Aquamavirus, Avihepatovirus, Avisivirus, Crohivirus, Grusopivirus, Kunsagivirus, Limnipivirus, Orivirus, Parechovirus, Pasivirus, Potamipivirus, Shanbavirus

        - Čeleď: Polycipiviridae
          - Rod: Chipolycivirus, Hupolycivirus, Sopolycivirus

        - Čeleď: Secoviridae
          - Rod: Cheravirus, Sadwavirus, Sequivirus, Stralarivirus, Torradovirus, Waikavirus

          - Podčeleď: Comovirinae
            - Rod: Comovirus, Fabavirus, Mersevirus, Nepovirus

        - Čeleď: Solinviviridae
          - Rod: Invictavirus, Nyfulvavirus

      - Řád: Sobelivirales
        - Čeleď: Alvernaviridae
          - Rod: Dinornavirus

        - Čeleď: Barnaviridae
          - Rod: Barnavirus

        - Čeleď: Solemoviridae
          - Rod: Enamovirus, Hubsclerovirus, Polemovirus, Polerovirus, Sobemovirus

    - Třída: Stelpaviricetes
      - Řád: Patatavirales
        - Čeleď: Potyviridae
          - Rod: Arepavirus, Bevemovirus, Brambyvirus, Bymovirus, Celavirus, Ipomovirus, Macluravirus, Phragmivirus, Poacevirus, Potyvirus, Roymovirus, Rymovirus, Tritimovirus

      - Řád: Stellavirales
        - Čeleď: Astroviridae
          - Rod: Avastrovirus, Mamastrovirus

  - Kmen (neuznaný): Wamoviricota[27][29][30][pozn. 13]
- Říše: Pararnavirae
  - Kmen: Artverviricota
    - Třída: Revtraviricetes
      - Řád: Blubervirales
        - Čeleď: Hepadnaviridae
          - Rod: Avihepadnavirus, Herpetohepadnavirus, Metahepadnavirus, Orthohepadnavirus, Parahepadnavirus

        - Čeleď (neuznaná): Nackednaviridae[35]/Nudnaviridae[36]
          - Rod (neuznaný): Nackednavirus[35]

      - Řád: Ortervirales
        - Čeleď: Belpaoviridae
          - Rod: Semotivirus

        - Čeleď: Caulimoviridae
          - Rod: Badnavirus, Caulimovirus, Cavemovirus, Dioscovirus, Petuvirus, Rosadnavirus, Ruflodivirus, Solendovirus, Soymovirus, Tungrovirus, Vaccinivirus

        - Čeleď: Metaviridae
          - Rod: Errantivirus, Metavirus

        - Čeleď: Pseudoviridae
          - Rod: Hemivirus, Pseudovirus, Sirevirus

        - Čeleď: Retroviridae
          - Podčeleď: Orthoretrovirinae
            - Rod: Alpharetrovirus, Betaretrovirus, Deltaretrovirus, Epsilonretrovirus, Gammaretrovirus, Lentivirus

          - Podčeleď: Spumaretrovirinae
            - Rod: Bovispumavirus, Equispumavirus, Felispumavirus, Prosimiispumavirus, Simiispumavirus

### Ribozyviria
Realm: Ribozyviria
- Čeleď: Kolmioviridae
  - Rod: Daazvirus, Dagazvirus, Daletvirus, Dalvirus, Deevirus, Deltavirus, Dobrovirus, Donvirus, Perideltavirus, Perithurisazvirus, Thurisazvirus

### Singelaviria
Realm: Singelaviria
- Říše: Helvetiavirae
  - Kmen: Dividoviricota
    - Třída: Laserviricetes
      - Řád: Halopanivirales
        - Čeleď: Matsushitaviridae
          - Rod: Hukuchivirus

        - Čeleď: Simuloviridae
          - Rod: Yingchengvirus

        - Čeleď: Sphaerolipoviridae
          - Rod: Alphasphaerolipovirus

### Varidnaviria
Realm: Varidnaviria
- Říše: Abadenavirae
  - Kmen: Produgelaviricota
    - Třída: Ainoaviricetes
      - Řád: Lautamovirales
        - Čeleď: Finnlakeviridae
          - Rod: Finnlakevirus

    - Třída: Belvinaviricetes
      - Řád: Atroposvirales
        - Čeleď: Skuldviridae[38]
          - Rod: Delusorvirus

      - Řád: Belfryvirales
        - Čeleď: Turriviridae
          - Rod: Alphaturrivirus

      - Řád: Coyopavirales
        - Čeleď: Chaacviridae
          - Rod: Antichaacvirus, Homochaacvirus

      - Řád: Vinavirales
        - Čeleď: Asemoviridae
          - Rod: Elsinorevirus, Rumoivirus

        - Čeleď: Autolykiviridae[39][40][41]
          - Rod: Ameliavirus, Livvievirus, Oliviavirus, Paulavirus

        - Čeleď: Corticoviridae
          - Rod: Merivirus (dříveCorticovirus)

        - Čeleď: Mestraviridae
          - Rod: Anticleavirus, Polymedevirus

        - Čeleď: Parnassusviridae
          - Rod: Corycianvirus
- Říše: Bamfordvirae
  - Rod (neuznaný): Punuivirus[42]

  - Kmen (neuznaný): Mirusviricota[43][44][45]
    - Třída (neuznaná): Mirusviricetes[46]

  - Kmen: Nucleocytoviricota[pozn. 15][pozn. 16]
    - Třída: Megaviricetes
      - Čeleď: Mamonoviridae (pův. Medusaviridae[51])
        - Rod: Medusavirus[51][52]

      - Řád: Algavirales
        - Rod (neuznaný): Mollivirus[53]

        - Čeleď (neuznaná): Pandoraviridae[54][55][56]
          - Rod (neuznaný): Pandoravirus[54][55][56]

        - Čeleď: Phycodnaviridae
          - Rod: Chlorovirus, Coccolithovirus, Phaeovirus, Prasinovirus, Prymnesiovirus, Raphidovirus

      - Řád: Imitervirales
        - Rod (neuznaný): Budvirus[57][58]

        - Čeleď: Allomimiviridae
          - Rod: Heliosvirus, Oceanusvirus

        - Čeleď: Mesomimiviridae
          - Rod: Tethysvirus

        - Čeleď: Mimiviridae
          - Podčeleď: Aliimimivirinae
            - Rod: Rheavirus

          - Podčeleď: Klosneuvirinae[59]
            - Rod: Catovirus[59] (neuznaný; vč. Naegleriavirus[60]), Fadolivirus, Hokovirus[59] (neuznaný), Indivirus[59] (neuznaný), Klosneuvirus[59] (neuznaný), Theiavirus, Yasminevirus

          - Podčeleď: Megamimivirinae
            - Rod: Cotonvirus, Megavirus[61], Mimivirus (vč. Lentillevirus[62], někdy navrhovaného vyčlenit do samostatného rodu, jako již vyčleněné Megavirus a Moumouvirus)[63], Moumouvirus[64], Tupanvirus[65][63]

        - Čeleď: Schizomimiviridae
          - Rod: Biavirus, Kratosvirus

      - Řád: Pimascovirales[pozn. 17]
        - Čeleď: Ascoviridae
          - Rod: Ascovirus, Toursvirus

        - Čeleď: Iridoviridae
          - Podčeleď: Alphairidovirinae
            - Rod: Lymphocystivirus, Megalocytivirus, Ranavirus

          - Podčeleď: Betairidovirinae
            - Rod: Chloriridovirus, Daphniairidovirus, Decapodiridovirus, Iridovirus

        - Čeleď: Marseilleviridae
          - Rod: Jyvaskylavirus[66] (neuznaný), Lausannavirus (vč. býv. Tunisvirus), Marseillevirus

        - Podřád: Ocovirineae
          - Čeleď: Hydriviridae
            - Rod: Alphahydrivirus

          - Čeleď: Orpheoviridae
            - Rod: Alphaorpheovirus[67]

          - Čeleď: Pithoviridae[68][69][70]
            - Podčeleď: Orthocedratvirinae
              - Rod: Alphacedratvirus[71]

            - Podčeleď: Orthopithovirinae
              - Rod: Alphapithovirus[68]

    - Třída: Mriyaviricetes
      - Čeleď: Yaraviridae
        - Rod: Yaravirus[72]

    - Třída: Pokkesviricetes
      - Řád: Asfuvirales
        - Rod (neuznaný): Faustovirus[73][74], Kaumoebavirus[75], Pacmanvirus[76]

        - Čeleď: Asfarviridae
          - Rod: Asfivirus

      - Řád: Chitovirales
        - Čeleď: Poxviridae
          - Podčeleď: Chordopoxvirinae
            - Rod: Avipoxvirus, Capripoxvirus, Centapoxvirus, Cervidpoxvirus, Crocodylidpoxvirus, Leporipoxvirus, Macropopoxvirus, Molluscipoxvirus, Mustelpoxvirus, Orthopoxvirus, Oryzopoxvirus, Parapoxvirus, Pteropopoxvirus, Salmonpoxvirus, Sciuripoxvirus, Suipoxvirus, Vespertilionpoxvirus, Yatapoxvirus

          - Podčeleď: Entomopoxvirinae
            - Rod: Alphaentomopoxvirus, Betaentomopoxvirus, Deltaentomopoxvirus, Epsilonentomopoxvirus

    - Třída (neuznaná): Proculviricetes[46][43][44][45]

  - Kmen: Preplasmiviricota
    - Podkmen Polisuviricotina
      - Třída Aquintoviricetes
        - Řád: Archintovirales
          - Čeleď: Phypoliviridae
            - Rod: Tetrivirus

      - Třída Pharingeaviricetes
        - Řád: Rowavirales
          - Čeleď: Adenoviridae
            - Rod: Aviadenovirus, Barthadenovirus (dříve Atadenovirus), Ichtadenovirus, Mastadenovirus, Siadenovirus, Testadenovirus

    - Třída: Polintoviricetes
      - Řád: Amphintovirales
        - Čeleď: Eupolintoviridae
          - Rod: Alphadintovirus, Betadintovirus

    - Třída: Virophaviricetes (dříve Maveriviricetes)
      - Řád: Divpevirales
        - Čeleď: Ruviroviridae
          - Rod: Oviruvirus

      - Řád: Lavidavirales
        - Čeleď: Maviroviridae (dříve Lavidaviridae)[pozn. 18]
          - Rod: Mavirus (vč. pův. Cafeteriavirus)

      - Řád: Mividavirales
        - Čeleď: Sputniviroviridae
          - Rod: Sputnikvirus

      - Řád: Priklausovirales
        - Čeleď: Burtonviroviridae
          - Rod: Burquivirus

        - Čeleď: Dishuiviroviridae
          - Rod: Essdubovirus

        - Čeleď: Gulliviroviridae
          - Rod: Invirovirus

        - Čeleď: Omnilimnoviroviridae
          - Rod: Panaquavirovirus

    - Podkmen Prepoliviricotina

    - Třída: Tectiliviricetes
      - Řád: Kalamavirales
        - Čeleď: Tectiviridae
          - Rod: Alphatectivirus, Betatectivirus, Deltatectivirus, Epsilontectivirus, Gammatectivirus

### Nezařazené do realmů
- Rod: Dinodnavirus, Rhizidiovirus

- Čeleď: Alphasatellitidae
  - Podčeleď: Geminialphasatellitinae
    - Rod: Ageyesisatellite, Clecrusatellite, Colecusatellite, Draflysatellite, Gosmusatellite, Somasatellite, Whiflysatellite

  - Podčeleď: Nanoalphasatellitinae
    - Rod: Clostunsatellite, Fabenesatellite, Milvetsatellite, Mivedwarsatellite, Sophoyesatellite, Subclovsatellite

  - Podčeleď: Petromoalphasatellitinae
    - Rod: Babusatellite, Cocosatellite, Coprasatellite, Kobbarisatellite, Muscarsatellite

- Čeleď: Ampullaviridae
  - Rod: Bottigliavirus

- Čeleď: Avsunviroidae
  - Rod: Avsunviroid, Elaviroid, Pelamoviroid

- Čeleď: Bartogtaviriformidae
  - Rod: Bartonegtaviriform

- Čeleď: Bicaudaviridae
  - Rod: Bicaudavirus

- Čeleď: Brachygtaviriformidae
  - Rod: Brachyspigtaviriform

- Čeleď: Clavaviridae
  - Rod: Clavavirus

- Čeleď: Eurekaviridae
  - Rod: Hesperidvirus

- Čeleď: Fuselloviridae
  - Rod: Alphafusellovirus, Betafusellovirus

- Čeleď: Globuloviridae
  - Rod: Alphaglobulovirus

- Čeleď: Guttaviridae
  - Rod: Betaguttavirus

- Čeleď: Halspiviridae
  - Rod: Salterprovirus

- Čeleď: Huangdiviridae
  - Rod: Xuanyuanvirus

- Čeleď: Itzamnaviridae
  - Rod: Demiitzamnavirus, Pletoitzamnavirus

- Čeleď: Nipumfusiviridae
  - Rod: Baiafusivirus, Marefusivirus, Terrafusivirus, Yangshanfusivirus

- Čeleď: Obscuriviridae
  - Rod: Cebaduodecimvirus, Omtjevirus

- Čeleď: Ovaliviridae
  - Rod: Alphaovalivirus

- Čeleď: Plasmaviridae
  - Rod: Plasmavirus

- Čeleď: Polydnaviriformidae
  - Rod: Bracoviriform, Ichnoviriform

- Čeleď: Portogloboviridae
  - Rod: Alphaportoglobovirus

- Čeleď: Pospiviroidae
  - Rod: Apscaviroid, Cocadviroid, Coleviroid, Hostuviroid, Pospiviroid

- Čeleď: Rhodogtaviriformidae
  - Rod: Dinogtavirus, Rhodobactegtavirus, Rhodovulugtavirus, Ruegerigtaviriform

- Čeleď: Spiraviridae
  - Rod: Alphaspiravirus

- Čeleď: Thaspiviridae
  - Rod: Nitmarvirus

- Čeleď: Tolecusatellitidae
  - Rod: Betavirus, Deltasatellite

- Čeleď (neuznaná): Wyrdviridae

- Třída: Naldaviricetes
  - Čeleď: Nimaviridae
    - Rod: Whispovirus

  - Řád: Lefavirales
    - Čeleď: Baculoviridae
      - Rod: Alphabaculovirus, Betabaculovirus, Deltabaculovirus, Gammabaculovirus

    - Čeleď: Filamentoviridae
      - Rod: Alphafilamentovirus, Betafilamentovirus

    - Čeleď: Hytrosaviridae
      - Rod: Glossinavirus, Muscavirus

    - Čeleď: Nudiviridae
      - Rod: Alphanudivirus, Betanudivirus, Deltanudivirus, Gammanudivirus

## Baltimorova klasifikace

Baltimorova klasifikace virů je založena na způsobu syntézy virové mRNA podle virového genomu

Baltimorova klasifikace je systém klasifikace virů do sedmi skupin podle typu genetického materiálu, který je obsažen ve virových částicích, a způsobu jeho přepisu do virové mRNA. Klasifikaci poprvé navrhl v roce 1971 David Baltimore, pozdější nositel Nobelovy ceny za fyziologii nebo lékařství. V jeho původním návrhu bylo šest skupin virů (I.–VI.), sedmá skupina byla vytvořena pro později objevenou skupinu hepadnavirů s unikátně stavěným genomem. Systém umožňuje zjednodušit si nesmírně komplikované a rozmanité typy forem a životních cyklů, jimiž viry oplývají, ale protože není hierarchicky strukturovaný, na skutečnou systematiku tisíců známých virů již nestačí. Vzhledem k definici skupin nemůže přesně začlenit viroidy a jim podobné entity s kruhově uspořádaným genomem (ambiviry, obelisky), v tradičním pojetí nezahrnuje ani retrotranspozony a satelitní nukleové kyseliny (pojetí ICTV tyto tři skupiny mezi viry řadí a taxonomicky je klasifikuje).
Jedná se tak o jednoduché, jednoúrovňové, dosud běžně používané třídění, které dříve (do r. 2019, kdy byl vytvořen první realm – Riboviria, zahrnující skupiny III.–V.) bylo možno až na drobné výjimky nadřadit systému ICTV. To ale neznamená, že se u skupin Baltimorovy klasifikace jedná o fylogeneticky přirozené taxony; ani jejich vymezení podle genomu nemusí být úplně přesné vzhledem k podřazeným nižším taxonům ICTV. To je důvod, proč Baltimorova klasifikace postupně zastarává.
- Skupina I.: dsDNA viry, tedy viry s dvouvláknovou DNA
Patří sem:
  - realm: Adnaviria
  - realm: Duplodnaviria
  - realm: Singelaviria
  - realm: Varidnaviria
  - říše: Trapavirae (realm Monodnaviria), kromě kmene Saleviricota/čeleď Pleolipoviridae
  - třída: Papovaviricetes (realm Monodnaviria)
  - a dále:
    - nezařazená třída: Naldaviricetes
    - nezařazená čeleď: Ampullaviridae
    - nezařazená čeleď: Bartogtaviriformidae
    - nezařazená čeleď: Bicaudaviridae
    - nezařazená čeleď: Brachygtaviriformidae
    - nezařazená čeleď: Clavaviridae
    - nezařazená čeleď: Eurekaviridae
    - nezařazená čeleď: Fuselloviridae
    - nezařazená čeleď: Globuloviridae
    - nezařazená čeleď: Guttaviridae
    - nezařazená čeleď: Halspiviridae
    - nezařazená čeleď: Huangdiviridae
    - nezařazená čeleď: Itzamnaviridae
    - nezařazená čeleď: Nipumfusiviridae
    - nezařazená čeleď: Ovaliviridae
    - nezařazená čeleď: Plasmaviridae
    - nezařazená čeleď: Polydnaviriformidae
    - nezařazená čeleď: Portogloboviridae
    - nezařazená čeleď: Rhodogtaviriformidae
    - nezařazená čeleď: Thaspiviridae
    - nezařazené rody: Dinodnavirus, Rhizidiovirus

- Skupina II.: ssDNA viry, tedy viry s jednovláknovou DNA přepisovanou do mRNA totožné polarity
Patří sem:
  - většina realmu Monodnaviria, jmenovitě:
    - říše: Loebvirae
    - říše: Sangervirae
    - říše: Shotokuvirae kromě třídy Papovaviricetes
    - kmen Saleviricota/čeleď Pleolipoviridae[pozn. 21]

  - a dále:
    - čeleď: Polymycoviridae (realm Riboviria)
    - nezařazená čeleď: Obscuriviridae
    - nezařazená čeleď: Spiraviridae
    - nezařazený rod: Tornovirus (neuznaný)

Ačkoli oficiální Baltimorova klasifikace nezahrnuje satelitní nukleové kyseliny, z hlediska genomu by se ke skupině II. mohly přiřadit i

- nezařazená čeleď: Alphasatellitidae a
- nezařazená čeleď: Tolecusatellitidae.

- Skupina III.: dsRNA viry, tedy viry s dvouvláknovou RNA
Patří sem následující taxony z realmu Riboviria:
  - kmen: Duplornaviricota
  - čeleď: Amalgaviridae
  - čeleď: Birnaviridae
  - čeleď: Curvulaviridae
  - čeleď: Partitiviridae
  - čeleď: Picobirnaviridae
  - čeleď: Polymycoviridae
  - rod: Botybirnavirus

- Skupina IV.: ssRNA viry s pozitivní polaritou, tedy viry s jednovláknovou RNA přepisovanou do mRNA totožné polarity
Patří sem následující taxony z realmu Riboviria:
  - kmen: Kitrinoviricota
  - kmen: Lenarviricota
  - třída: Pisoniviricetes
  - třída: Stelpaviricetes
  - řád: Yadokarivirales
  - čeleď: Fusariviridae[pozn. 24]
  - čeleď: Hadakaviridae
  - čeleď: Hypoviridae[pozn. 24]
  - čeleď: Permutotetraviridae
  - čeleď: Sarthroviridae
  - rody: Albetovirus, Aumaivirus, Papanivirus, Virtovirus

- Skupina V.: ssRNA viry s negativní polaritou, tedy viry s jednovláknovou RNA přepisovanou do mRNA opačné polarity
Patří sem:
  - kmen Negarnaviricota (realm Riboviria)[pozn. 22]

- Skupina VI.: ssRNA viry s reverzní transkriptázou, tedy viry s jednovláknovou RNA reverzně přepisovanou do DNA
Patří sem:
  - část kmene Artverviricota (realm Riboviria), jmenovitě:
    - čeleď Belpaoviridae
    - čeleď Caulimoviridae

Ačkoli oficiální Baltimorova klasifikace nezahrnuje retrotranspozony, z hlediska genomu by se ke skupině VI. mohly přiřadit i:
  - čeleď: Metaviridae
  - čeleď: Retroviridae

- Skupina VII.: dsDNA viry s reverzní transkriptázou, tedy viry s dvouvláknovou (částečně i jednovláknovou) DNA nejprve přepisovanou do RNA a následně reverzně přepisovanou do DNA
Patří sem:
  - druhá část kmene Artverviricota (realm Riboviria), jmenovitě:
    - čeleď Hepadnaviridae
    - čeleď Caulimoviridae

- Mimo skupiny (viry s kruhovou RNA)
Patří sem:
  - realm: Ribozyviria
  - kmen: Ambiviricota (realm Riboviria)
  - a dále viroidy a viroidům podobné subvirové částice
    - nezařazená  čeleď Avsunviroidae
    - nezařazená  čeleď Pospiviroidae
    - a dosud v systému ICTV neklasifikované obelisky, retroviroidy a retrozymy.

## Systém LHT
Systém navrhli v roce 1962 André Lwoff, R. W. Horne a P. Tournier. K zařazení druhů využili standardní taxony kmen, podkmen, třída, řád, podřád, čeleď, podčeleď a rod. Kritériem sdružování byly společně sdílené vlastnosti, nikoli napadané organismy. Pět hlavních charakteristik používaných ke klasifikaci bylo:
- druh nukleové kyseliny genomu (DNA, RNA)
- symetrie kapsidy (šroubovice, dvacetistěn, složitý tvar)
- přítomnost či nepřítomnost obálky
- rozměry virionu a kapsidy
- počet kapsomer.

Ve stejném roce byla klasifikace schválena Prozatímním výborem pro nomenklaturu virů (Provisional Committee on Nomenclature of Virus – PNVC) Mezinárodní asociace mikrobiologických společností (International Association of Microbiological Societies – IAMS).
V dnešní době se již systém LHT nepoužívá, ale názvy některých taxonů přetrvávají v systému ICTV. Do úrovně čeledí vypadal následovně:
- Kmen Vira (rozdělen na 2 podkmeny)
  - Podkmen Deoxyvira (DNA viry)
    - Třída Deoxybinala (duální symetrie)
      - Řád Urovirales
        - Čeleď Phagoviridae

    - Třída Deoxyhelica (helikální symetrie – šroubovice)
      - Řád Chitovirales
        - Čeleď Poxviridae

    - Třída Deoxycubica (kubická symetrie – mnohostěn)
      - Řád Peplovirales
        - Čeleď Herpesviridae (162 kapsomer)

      - Řád Haplovirales (bez obálky)
        - Čeleď Iridoviridae (812 kapsomer)
        - Čeleď Adenoviridae (252 kapsomer)
        - Čeleď Papiloviridae (72 kapsomer)
        - Čeleď Paroviridae (32 kapsomer)
        - Čeleď Microviridae (12 kapsomer)

  - Podkmen Ribovira (RNA viry)
    - Třída Ribocubica (kubická symetrie – mnohostěn)
      - Řád Togovirales
        - Čeleď Arboviridae

      - Řád Lymovirales
        - Čeleď Napoviridae
        - Čeleď Reoviridae

    - Třída Ribohelica (helikální symetrie – šroubovice)
      - Řád Sagovirales
        - Čeleď Stomataviridae
        - Čeleď Paramyxoviridae
        - Čeleď Myxoviridae

      - Řád Rhabdovirales
        - Podřád Flexiviridales
          - Čeleď Mesoviridae
          - Čeleď Peptoviridae

        - Podřád Rigidovirales
          - Čeleď Pachyviridae
          - Čeleď Protoviridae
          - Čeleď Polichoviridae